# Chevrolet Chevelle
 (mars 2017).
Si vous disposez d'ouvrages ou d'articles de référence ou si vous connaissez des sites web de qualité traitant du thème abordé ici, merci de compléter l'article en donnant les références utiles à sa vérifiabilité et en les liant à la section « Notes et références ».
La Chevrolet Chevelle est une automobile du constructeur américain Chevrolet.

## Première génération (1964–1967)

### Phase 1 (1964-1966)

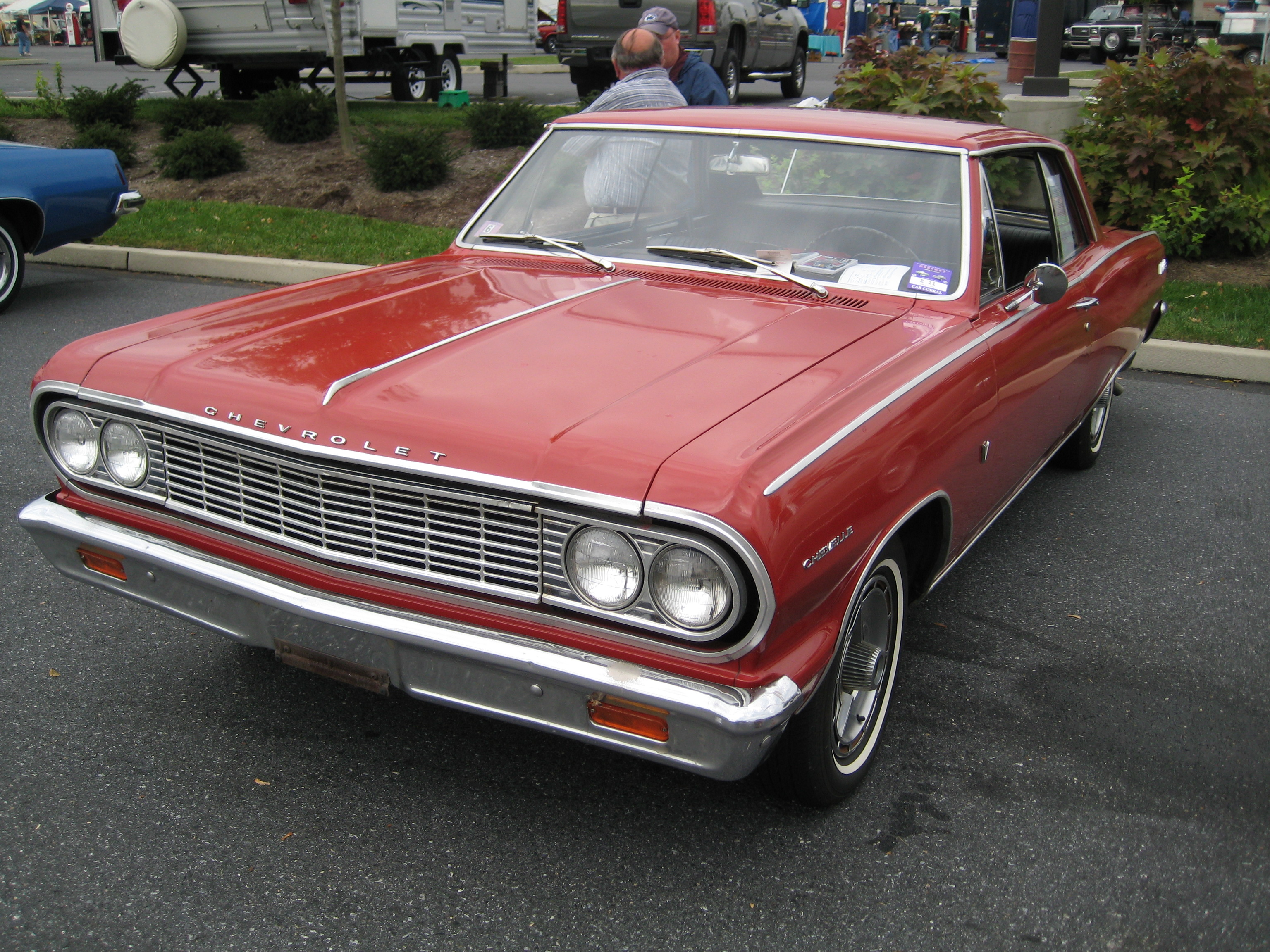
Chevrolet Chevelle Malibu Sport Coupe de 1964.

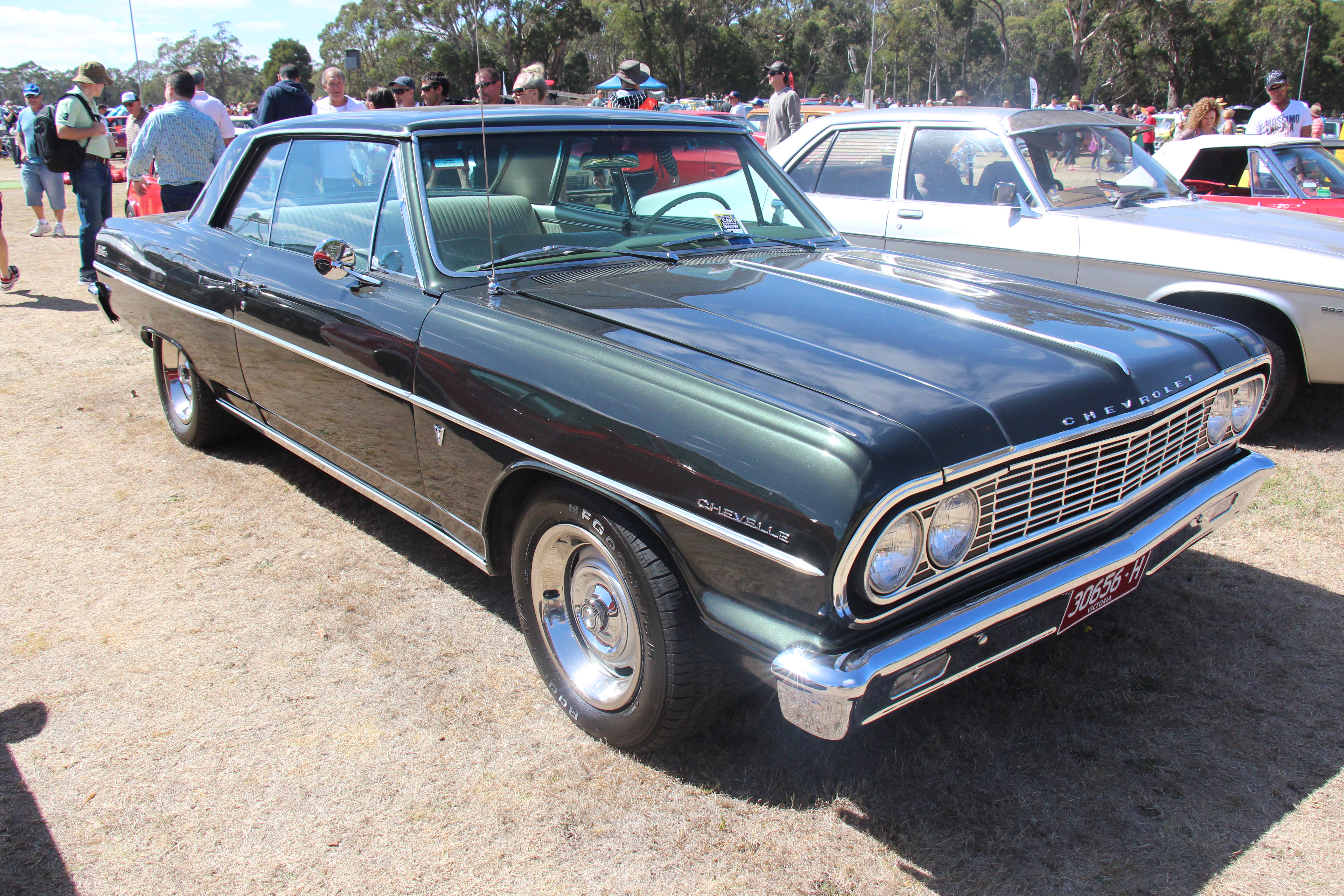
Chevrolet Chevelle Malibu SS Coupe de 1964

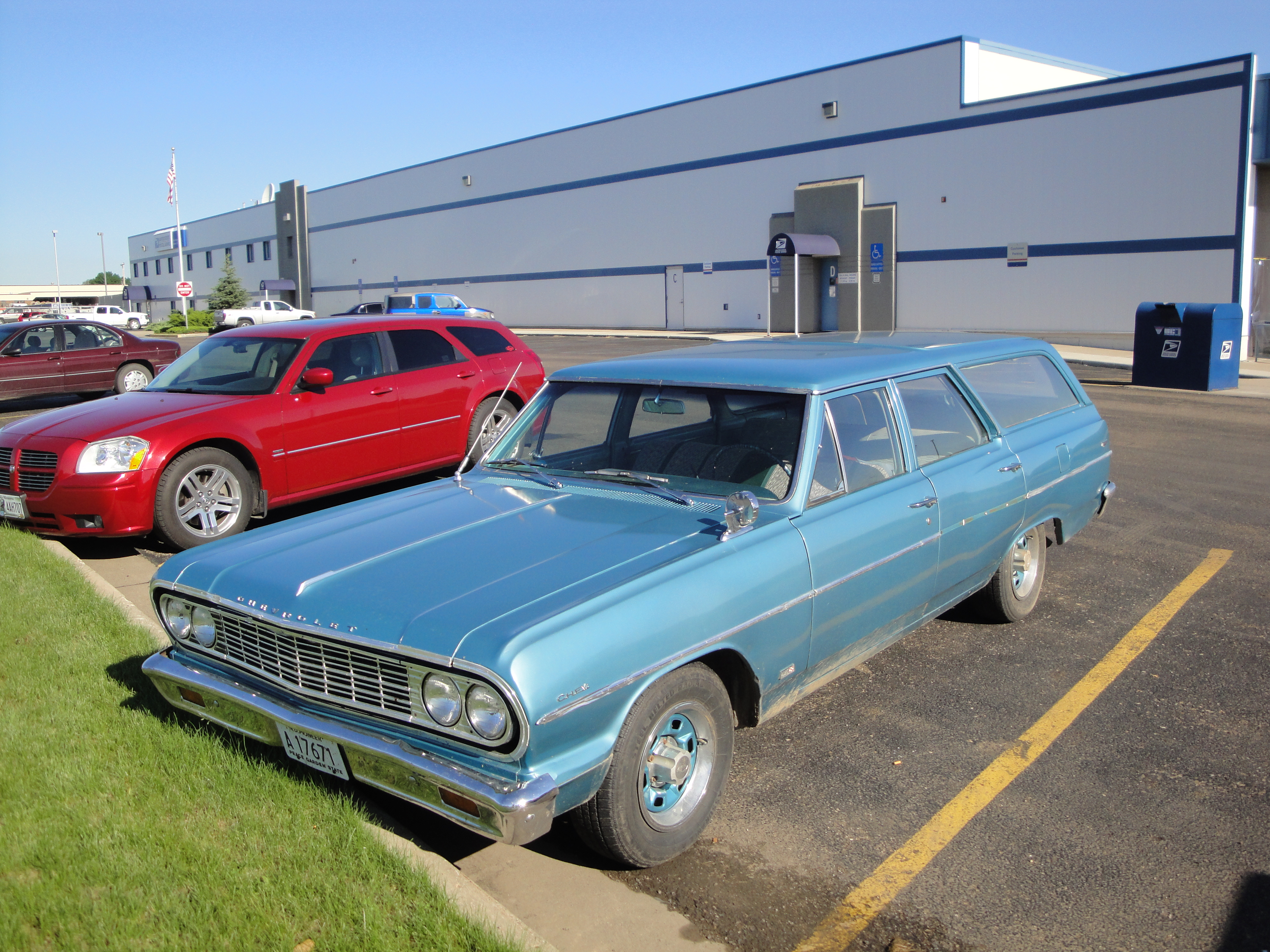
Chevrolet Chevelle 300 station wagon de 1964

La Chevelle a été introduite à l’automne 1963 pour le millésime 1964. Il s’agissait d’un modèle de moyenne taille de type A-Body, commun avec les Buick Special et Skylark, les Oldsmobile F85 et Cutlass, et les Pontiac Le Mans, Tempest et GTO. Dotée d'un châssis dont l'empattement de 2 845 mm la situait entre les imposantes Impala et les plus petites Nova. Au départ, deux moteurs V8 de 5,3 L de 253 et 304 ch (186 et 224 kW) furent les puissances les plus importantes installées sous son capot, la plupart des modèles dotés de V8 bénéficiant du plus petit 4,6 L de cylindrée de 198 ch (145 kW) avec un carburateur double corps et 223 ch (164 kW) avec un quadruple corps. On pouvait même disposer de deux moteurs à 6 cylindres en ligne Hi-Thrift et Turbo-Thrift cubant respectivement 3 179 et 3 769 cm3.
La Chevelle était disponible en 2 finitions : le modèle 300 de base et le haut de gamme Malibu. Ce dernier disposant dès la première année du mythique pack SS (Super Sport) qui est une option principalement esthétique pour 1964 avec des baguettes de caisse montées sur le milieu des ailes et d'enjoliveurs de roues spécifiques ainsi que de sièges séparés et d'une console centrale entre autres.
Néanmoins, la Chevelle s’avère populaire, entre 1964 et 1967, plus de deux millions d’exemplaires, toutes variantes confondues, trouvent acquéreurs.
Toutefois, pour vraiment offrir une riposte à ses concurrents directs, Chevrolet se devait de répliquer avec plus de muscle.

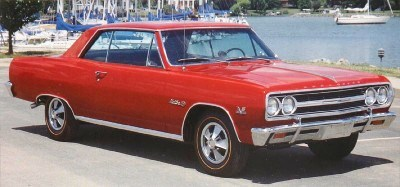
Chevelle Malibu SS 396 de 1965

Chose dite, chose faite. En 1965 naissait une première version de la Chevelle qui profitait enfin d’un moteur capable de tenir le rythme face aux autres matamores du segment. La mécanique tant attendue : un V8 de 6 489 cm3 crachant 380 ch (280 kW). La légendaire Z-16, modèle fabriqué à 201 exemplaires en 1965 (200 coupés et 1 cabriolet).
Le modèle 1965 ne diffère de celui de 1964 que par quelques détails : une calandre plus pointue, des feux arrière différents et un dessin de sellerie redessiné.

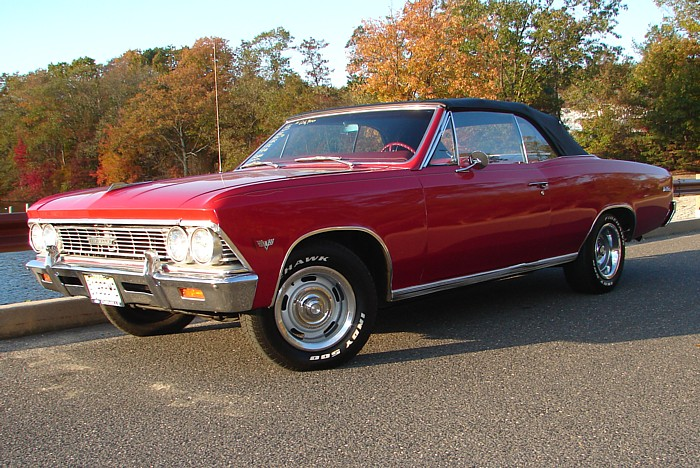
Chevrolet Chevelle Malibu Cabriolet de 1966.

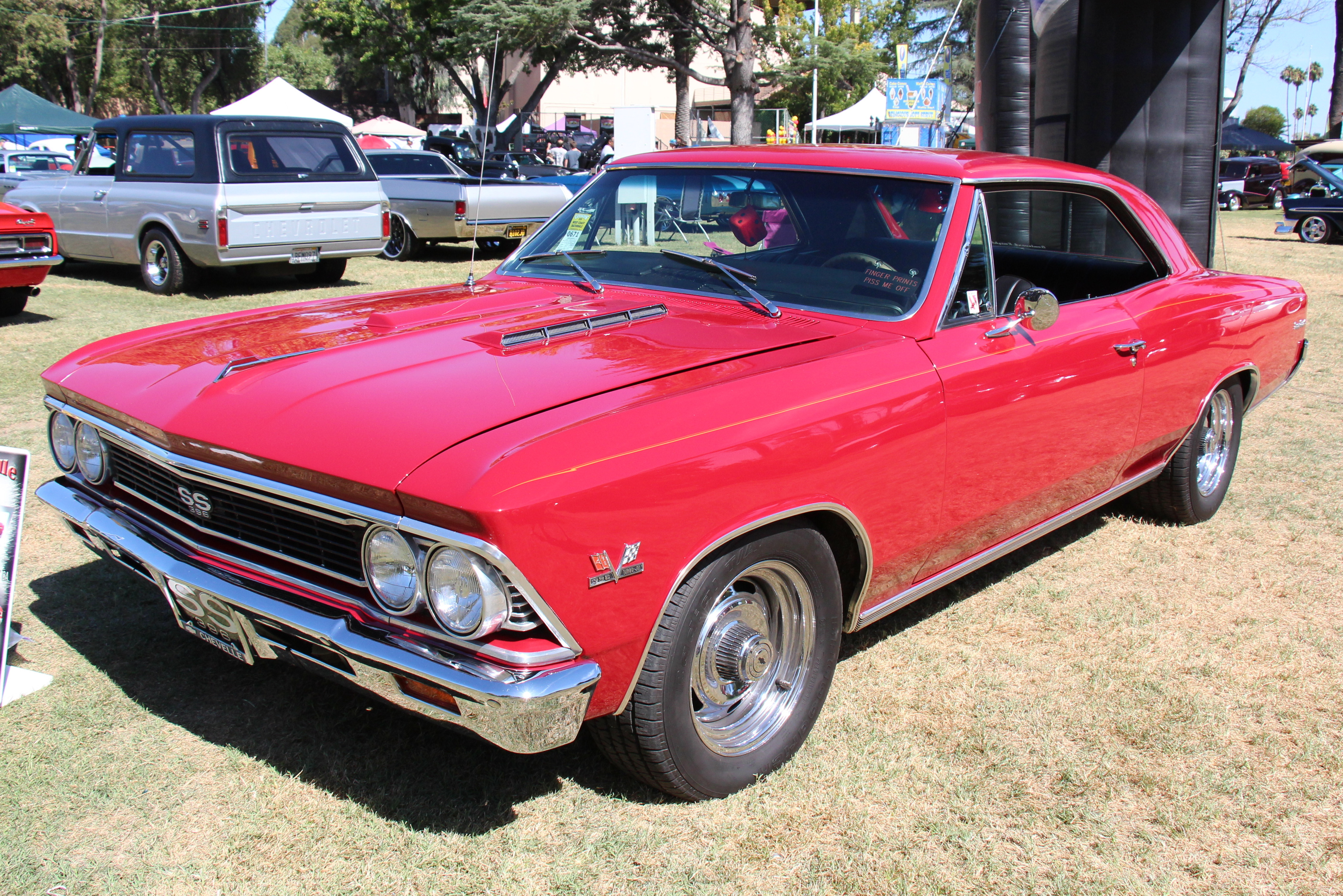
Chevrolet Chevelle SS 396 Sports Coupe de 1966.

En 1966, la Chevelle change de look mais pas de châssis et le pack SS 396 devient une option populaire.

### Aperçu
Le marché de l'automobile évoluait considérablement au début des années 1960 et est devenu très concurrentiel dans le segment des petites voitures. Les constructeurs automobiles nationaux Big Three (General Motors, Ford et Chrysler) répondaient au succès des modèles compacts Rambler American et Classic d'American Motors qui ont fait d'AMC le premier fabricant de petites voitures pendant plusieurs années et ont fait monter la compagnie grâce à la Rambler dans le tableau des ventes intérieures de 1961 à la troisième place derrière Chevrolet et Ford. La Chevrolet Corvair innovante et la Chevy II, conçue pour concurrencer la Ford Falcon, perdant du terrain. Ford a sorti la Fairlane de taille moyenne en 1962, à laquelle Chevrolet a répondu avec la Chevelle de 1964 basée sur une nouvelle conception de plate-forme A. Sur la base d'un empattement de 2 900 mm, la nouvelle Chevelle était similaire en termes de taille, de simplicité et de concept aux modèles Chevrolet de 1955 à 1957 de taille standard. La Chevelle était la seule voiture neuve de l'industrie automobile américaine pour 1964 et était positionnée pour combler l'écart entre la petite Chevy II et les modèles Chevrolet full-size. Introduite en août 1963 par "Bunkie" Knudsen, la Chevelle a comblé l'écart pour Chevrolet avec des ventes de 338 286 pour l'année.
Des coupés à toit rigide à deux portes, des cabriolets, des berlines à quatre portes et des break à quatre portes ont été proposés tout au long de la course. Cela comprenait également un utilitaire coupé (El Camino) qui était un dérivé du break à deux portes. Dans la lignée des autres séries Chevrolet, les hardtops à deux portes étaient appelés Sport coupés. Des toits rigides à quatre portes, surnommés Sport Sedan, étaient disponibles (de 1966 à 1972). Un break à deux portes était disponible en 1964 et 1965 dans la série de base 300. Les break étaient commercialisées avec des plaques nominatives exclusives: Greenbrier (précédemment utilisé avec les camionnettes Corvair), Concours et Concours Estate. La puissance à six cylindres et V8 était offerte dans tous les domaines. Les Chevelle ont également été assemblées et vendues au Canada. Bien que similaire à leurs homologues américains, le cabriolet était disponible dans la série de base de la Chevelle, un modèle jamais proposé aux États-Unis. La Chevelle a servi de base a la Beaumont, un modèle retaillé vendu uniquement au Canada par les concessionnaires Pontiac jusqu'en 1969. Conçu à l'origine comme une montée en gamme de la Chevy II avec une plate-forme monocoque (similaire à la Fairlane et à la plate-forme B des Chrysler full-size de la même époque) qui est née avec le programme XP-726, la plate-forme A "senior compact" de GM utilisée une construction de carrosserie sur châssis utilisant une configuration de suspension similaire à ses automobiles de taille normale avec une suspension arrière à quatre bras (le différentiel a quatre bras de commande qui sont attachés au cadre avec des ressorts hélicoïdaux arrière pris en sandwich entre le différentiel et la poche à ressort — ce la conception a été utilisée avec les véhicules de la plate-forme B et plus tard utilisée par Ford Motor Company avec ses automobiles à plate-forme FOX).

### Chevelle SS
La Chevelle Super Sport, ou SS, représentait l'entrée de Chevrolet dans la bataille des muscles cars. Les Chevelle de début 1964 et de 1965 avaient un badge Malibu SS sur le panneau arrière. Les Chevelle avec l'option Z-16 du milieu de 1965, au prix de 1 501 $ US en 1965, avaient l'emblème sur l'aile avant ainsi que des numéros de style maison distincts: 737 pour le toit rigide et 767 pour le cabriolet. L'option Super Sport de 162 $ était disponible sur les modèles haut de gamme Malibu à toit rigide et convertibles à deux portes; L'option ajouté une finition lumineuse extérieure spéciale avec des emblèmes SS et des enjoliveurs à disque plein de 14 pouces de l'Impala SS. À l'intérieur, l'intérieur du siège baquet en vinyle comportait une console au plancher pour les modèles équipés de la boîte manuelle Muncie à quatre vitesses en aluminium ou de la boîte automatique Powerglide à deux vitesses au lieu de la boîte manuelle à trois vitesses standard. La Malibu SS était également livrée avec un groupe de quatre jauges à la place des témoins d'avertissement du moteur, et un compte-tours monté sur le tableau de bord était en option. Le moteur V8 de 4 638 cm3 offrait une puissance de 223 ch (164 kW), soit la même puissance que le moteur Chevrolet Power-Pak 283 de 1957.
À partir du milieu de 1964, la Chevelle pouvait être commandée avec le V8 de 5 359 cm3 de soit 253 ou 304 ch (186 ou 224 kW). Tous deux utilisaient un carburateur à quatre corps et une compression de 10,5:1. Pour 1965, Chevrolet a également ajouté le V8 327 de 355 ch (261 kW) en tant que Regular Production Option (RPO) L79. Au total, 294 160 Chevelle ont été construites la première année, dont 76 860 modèles SS. Après 1965, l'insigne Malibu SS a disparu à l'exception de ceux vendus au Canada. Un nombre limité de 201 Malibu SS 396 'Z-16' équipées de gros blocs ont également été produites à partir de la fin de 1965, la plupart étant construites entre la mi-mars et la mi-avril.
La Chevelle SS 396 est devenue une série à part en 1966 avec les numéros de série/style 13817 et 13867. Les coupés et cabriolets sport SS 396 étaient les mêmes coupés et cabriolets sport Malibu avec des cadres renforcés et une suspension avant révisée: ressorts plus puissants, amortisseurs recalibrés et barre stabilisatrice avant plus épaisse, mais avec des garnitures extérieures différentes. Elles avaient également des écopes de capot simulées, des pneus à bande rouge et des moulures de garniture brillantes. Les moteurs de performance disponibles comprenaient trois V8 de 396 CID - le standard, évalué à 330 ch (242 kW), en option 365 ch (268 kW) et en option 380 ch (280 kW), respectivement (le 396 de mi-puissance avait une puissance nominale de 365 ch (268 kW) pour 1966 seulement et 355 ch (261 kW) par la suite). La série SS 396 a duré de 1966 à 1968 avant d'être reléguée à un ensemble de finition en 1969. Les années modèles 1966 et 1967 ont été les deux seules années du coupé sport à 2 portes "strut back" avec son propre numéro de style, 17.
Au Canada, les Chevelle sportives ont continué à porter des badges «Malibu SS» pour les années modèles 1966 et début 1967. Ces Chevelle étaient disponibles avec le même équipement que les modèles qui n'étaient pas des SS Malibu aux États-Unis, et n'ont pas reçu le capot bombé ou le traitement occultant avant et arrière. Les pneus Redline n'étaient pas disponibles sur les Chevelle canadiennes en 1966. Une photo d'usine de la Malibu SS de 1966 montre des enjoliveurs sur la voiture de l'Impala de 1965. La Malibu SS canadienne tire son nom «SS» de l'ensemble «Sports Option» sous RPO A51 et était principalement une option de finition. Cette option A51 était livrée avec des sièges baquets, une console centrale (sauf lorsque la transmission manuelle à trois vitesses a été commandée), des enjoliveurs complets standard et des moulures nervurées du panneau de culbuteur. Les emblèmes "Malibu SS" ont été repris de la série 1965 de la Malibu SS. Cette option canadienne pouvait être commandée avec n'importe quel moteur six cylindres ou V8 disponible à l'époque. À partir de janvier 1967, la Chevelle SS 396 a pris le relais et est devenue sa propre série 138xx, la même qu'aux États-Unis. Produite à l'usine de production d'Oshawa, en Ontario, seulement 867 modèles SS 396 ont été produites en 1967.

### SS 396 Z-16
Seulement 200 Chevelle Z-16 de production régulière de 1965 ont été construites à l'usine de Kansas City. L'option Z-16 comprenait le cadre en boîte convertible, un essieu arrière rétréci et des freins de l'Impala contemporaine, une suspension robuste, ainsi que pratiquement toutes les options de confort et de commodité de la Chevelle. Le V8 gros bloc Turbo-Jet 396 standard de la Z-16 (équipé de poussoirs hydrauliques au lieu des poussoirs solides que le même moteur utilisé dans la Corvette) est venu uniquement avec la transmission manuelle Muncie à quatre rapports à grand rapport. Le panneau arrière de la Z-16 avait une garniture noire et chromée unique qui encadrait les feux arrière de style Chevelle 300 non garnis (les modèles Malibu et Malibu SS avaient une garniture de lentille peinte en argent brillant).
Le prototype de la Chevelle Z-16 a été construit à l'usine de Baltimore. Le prototype unique et les 200 unités de production comprennent le chiffre 201 souvent cité. Un cabriolet aurait été spécialement construit pour le directeur général de Chevrolet, Semon "Bunkie" Knudsen, mais aurait été détruit. Environ 75 Z-16 sont actuellement comptabilisés.

### Phase 2 (1966-1967)
1966 a vu un relookage de la Chevelle restant sur le cadre précédent, qui comprenait des contours lisses, une large nouvelle calandre et un traitement de pare-chocs, et des fenêtres latérales incurvées. Le gonflement des ailes arrière et une ligne de toit à «contreforts volants» (creusés dans le montant «C») étaient les points forts des toits durs de 1966, partagés avec d'autres modèles de carrosserie GM «A». La nouvelle carrosserie reflétait la forme de la "bouteille de Coca-Cola" qui est devenue la mode des voitures américaines au milieu des années 1960. Un toit rigide à 4 portes nommée Sport Sedan a rejoint la série Malibu. C'était une voiture attrayante et a été offerte jusqu'en 1972, mais n'a jamais atteint les chiffres de haute production de la berline à colonnes. Les Chevelle ont continués dans les versions 300, 300 Deluxe et Malibu. Les moteurs disponibles étaient un V8 de 5 359 cm3 au lieu de l'un des six cylindres, ou l'option de niveau intermédiaire, un V8 de 4 638 cm3 de 223 ch (164 kW). Les options comprenaient un compte-tours, des enjoliveurs de style mag et des freins métalliques feutrés, des sièges électriques à quatre directions, un distributeur de papier hygiénique et un régulateur de vitesse.
Les modèles de 1967 ont reçu un lifting. Les grands feux arrière enveloppants sont entrés dans un nouvel arrière avec des feux de recul standard. "Ce que vous verrez à l'intérieur", affirmé la brochure de vente de la Chevelle de 1967, "provoquera probablement une forte contrainte à conduire." Des freins à disque avant étaient disponibles sur tous les modèles, et un nouveau système de freinage à double maître-cylindre incorporait un voyant d'avertissement. Chevrolet a également ajouté des roues de 14 pouces et une transmission automatique à trois vitesses à sa gamme de transmissions. Le nouvel équipement de sécurité devenu standard est une colonne de direction pliable. La SS 396 a continué comme sa propre série avec des styles de carrosserie coupé sport et convertible. Le V8 de 380 ch (280 kW) et 6 489 cm3 a été retiré de la liste des options jusqu'à la fin de l'année-modèle et est revenu avec 612 vendus. Sept transmissions étaient disponibles: deux à trois vitesses manuelles, deux à quatre vitesses manuelles, une surmultipliée à trois vitesses et deux automatiques. La fonction de changement de vitesse manuel de la transmission Turbo Hydra-Matic a été présentée. Les options comprenaient des amortisseurs à air Superlift, des appuis-tête Strato-ease et une instrumentation spéciale.

## Deuxième génération (1968–1972)

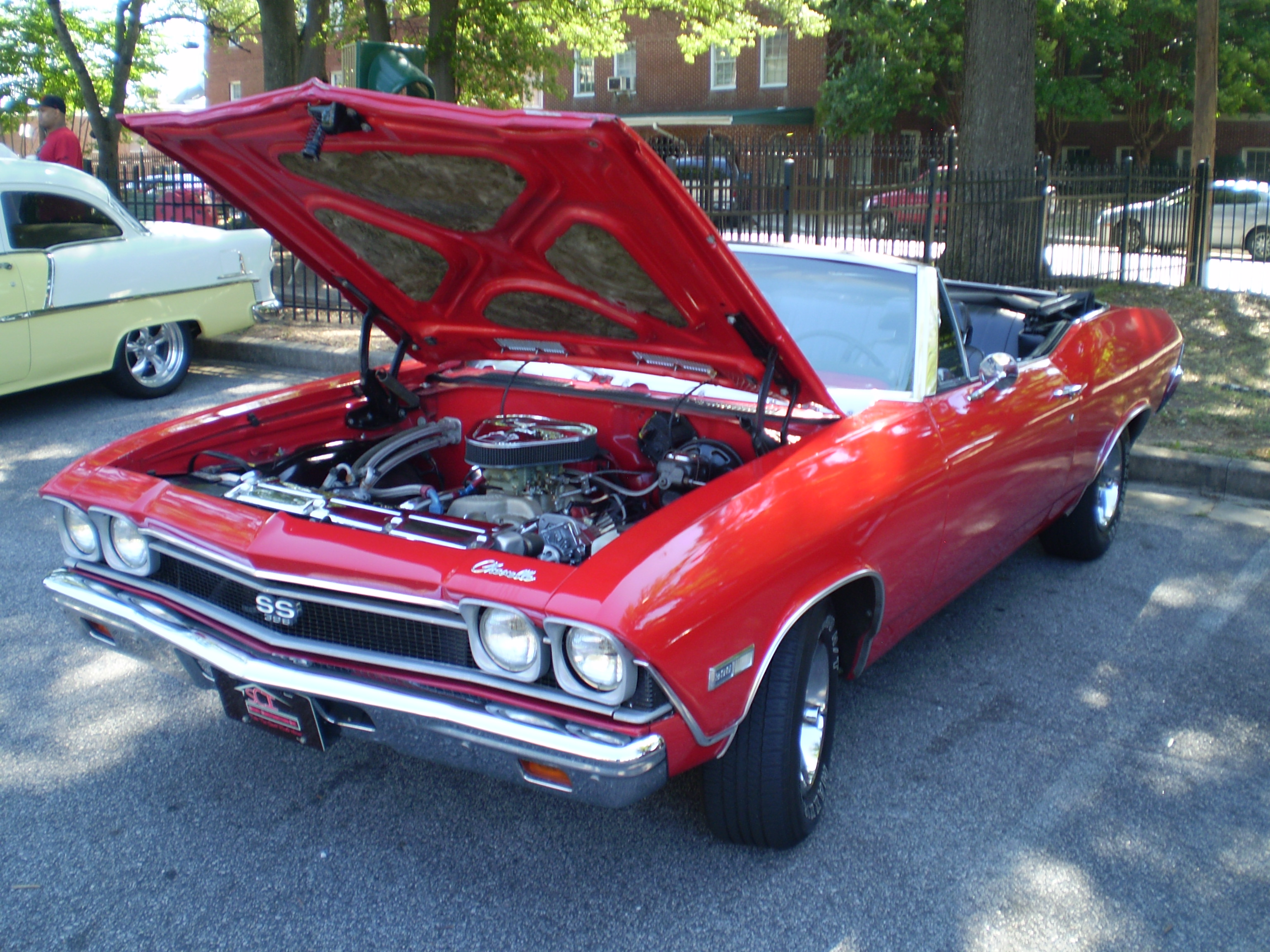
Chevrolet Chevelle SS 396 convertible 1968

En 1968, la Chevelle subit sa première transformation majeure. D’abord, la voiture passe par le département d’esthétisme et reçoit un tout nouveau design, peut-être le plus beau et le plus individuel de son histoire. La voiture, en son tout, atteint sa pleine maturité. Pour renforcer cette affirmation, il suffit de regarder les chiffres de ventes de 1969 ; elles sont les meilleures dans l'histoire de la variante SS du modèle. Le modèle 1968 a, sans aucun doute, donné le ton. Voilà pour son importance.
Hormis le fait qu’elle présentait une nouvelle mine, la Chevelle 1968 avait subi d’autres changements d’importance. Peut-être le plus notable est que son empattement avait perdu 76 mm. L’avant de la voiture était aussi plus allongé cependant que l’arrière avait été tronqué, d’où son allure de fastback. Cependant, le moteur 6,4 L en faisait toujours une bête indomptée. Avec la version configurée à 380 ch (280 kW), la Chevelle ne mettait que 6,5 secondes pour franchir les 100 kilomètres à l'heure et venait à bout du quart de mile (400 m) en 14,5 secondes, des chiffres plus que respectables.
Et la voiture n’allait que gagner en puissance au cours des années qui allaient suivre. Le fameux V8 de 6 489 cm3 allait laisser sa place à des blocs plus gros, plus puissants, plus gourmands, brefs plus démesurés en tout point. Tout ça, bien sûr, avant que les constructeurs ne soient contraints à diminuer la taille et la puissance de leurs moteurs au début des années 1970.

### Aperçu
La Chevelle de 1968 a reçu une toute nouvelle carrosserie distinctement sculptée avec des ailes avant effilées et une ceinture de caisse arrondie. La voiture a adopté un profil à capot long/coffre court avec un quart arrière élevé de style «kick-up». Alors que tous les modèles de Chevelle de 1967 avaient un empattement de 2 921 mm, les coupés et les cabriolets de 1968 roulaient maintenant sur un empattement de 2 845 mm. Les berlines et les breaks ont eu une portée de 2 946 mm. La largeur de bande de roulement a augmenté de 25 mm à l'avant et à l'arrière. Les coupés hardtop comportaient une ligne de toit coulissante de style "fastback" (avec un long capot et un coffre court, imitant la Camaro (qui était elle-même une réponse à la Ford Mustang). Les modèles haut de gamme (y compris la SS 396 et la nouvelle Concours luxueuse) comportaient le nouveau système d'essuie-glace Hide-A-Way de GM. Les petites Chevelle obtiendrait ce changement plus tard.
La Chevelle 300 d'entrée de gamme (préfixe 131-132 sur le VIN) était disponible en coupé à colonnes et/ou break (Nomad) tandis que les 300 Deluxe et Nomad Custom (préfixe 133 ou 134 sur le VIN) avaient un toit rigide 2 portes ajouté à la gamme (les quatrième et cinquième caractères du VIN seront 37; avec la précédente 300 Deluxe, le hardtop était disponible avec la Malibu et la SS 396 mais pas avec les 300 de base/Deluxe aux États-Unis sans compter celles produites pour le marché canadien). La Super Sport (coupé sport SS 396, cabriolet et pick-up El Camino) est devenu une série à part entière. Chevrolet a produit 60 499 coupés sport SS 396, 2 286 cabriolets et 5 190 El Camino ; 1968 était la seule année où le style de carrosserie El Camino obtiendrait sa propre désignation de série SS 396 (13880).
Un éclairage latéral commandé par le gouvernement a été incorporé, avec des lunettes légères sur la SS 396 au début de 1968 avec la nomenclature SS 396 - à un moment donné du cycle de production ultérieur, la légende sur le moteur avait un 396 également partagé avec la Chevy II Nova SS (les lunettes latérales de marquage , provenant également de la Chevy II Nova en 5 031,535 9 et 6 489 cm3) était la cylindrée du moteur sauf pour les modèles à six cylindres). Les Super Sport accentués de noir avaient des pneus à bande rouge F70x14 et un moteur V8 Turbo-Jet standard de 330 ch (242 kW) de 6 489 cm3 avec le capot spécial à double dôme; Les moteurs 396 (6 489 cm3) de 355 et 380 ch (261 et 280 kW) étaient en option. Le coupé sport SS 396 commencé à 2899 $ - soit 236 $ de plus qu'une Malibu comparable avec son V8 de 5 031 cm3. Des sièges baquets tout en vinyle et une console étaient en option. Trois options luxueuse Concours sont devenues disponibles en mars 1968 pour la berline 4 portes, la berline sport 4 portes (et le coupé à toit rigide) et consistaient en une isolation acoustique spéciale et un tableau de bord rembourré avec des accents en similibois simulés et un intérieurs tout en vinyle de couleur assortie. Les intérieurs ont été achetés et partagés avec certains modèles de carrosserie Buick, Oldsmobile ou Pontiac A - au milieu de l'année modèle 1968, certaines carrosseries A de Chevrolet (y compris l'El Camino) se sont retrouvés avec des panneaux de porte intérieurs partagés avec les Buick et Oldsmobile A (Special, Skylark) a cause des problèmes d'offre et de demande qui ont forcé une substitution, et aussi pendant le mois de production d'avril 1968, à la suite de l'assassinat du révérend Dr. Martin Luther King Jr., il y a eu des arrêts de travail, par exemple : des grèves. Un panneau en acier inoxydable nervuré a été boulonné au panneau de feu arrière et un emblème «Concours By Chevrolet» sur le couvercle du coffre arrière. Les autres options comprenaient les vitres électriques et les serrures de porte. Avec le toit rigide, l'option rare est un levier de vitesses en fer à cheval avec console intégrée (avec sièges baquets - provenant de la SS). Ces options de la Concours (ZK5, ZK6 et ZK7) ne doivent pas être confondues avec les deux breaks Concours. À l'époque, les finitions Concours ZK5, ZK6 et ZK7 était l'équivalent de la Caprice. Une autre nouveauté pour 1968 a été l'élimination du terme «berline» pour le style de carrosserie à 2 portes. Cela s'appelait maintenant un coupé (ou coupé pilier) tandis que le toit rigide à 2 portes restait appelé coupé sport. Ces désignations de coupé/coupé sport se poursuivraient également en 1969.
Le break Concours Estate était l'un des quatre modèles de Chevelle breaks distincts. Un Nomade d'un an, le Nomad Custom a été offert.
Les moteurs de la Chevelle ordinaires commencés avec un Turbo-Thrift six de 142 ch (104 kW) ou le nouveau Turbo-Fire 307 V8 de 203 ch (149 kW), et une version de 330 ch (242 kW) du V8 de 5 359 cm3. Les voitures à transmission manuelle ont reçu la pompe à smog "Air Injection Reactor (A.I.R)" de GM. Le nouvel équipement fédéral exigé pour la sécurité comprenait des feux de position latéraux ainsi que des ceintures d'épaule pour les occupants des sièges avant des voitures construites après le 1er décembre 1967.
A noter également la suppression de l'antenne radio sur le toit du véhicule. Celle-ci sera intégrée dans le pare-brise.

### Changement de design 1969-1972

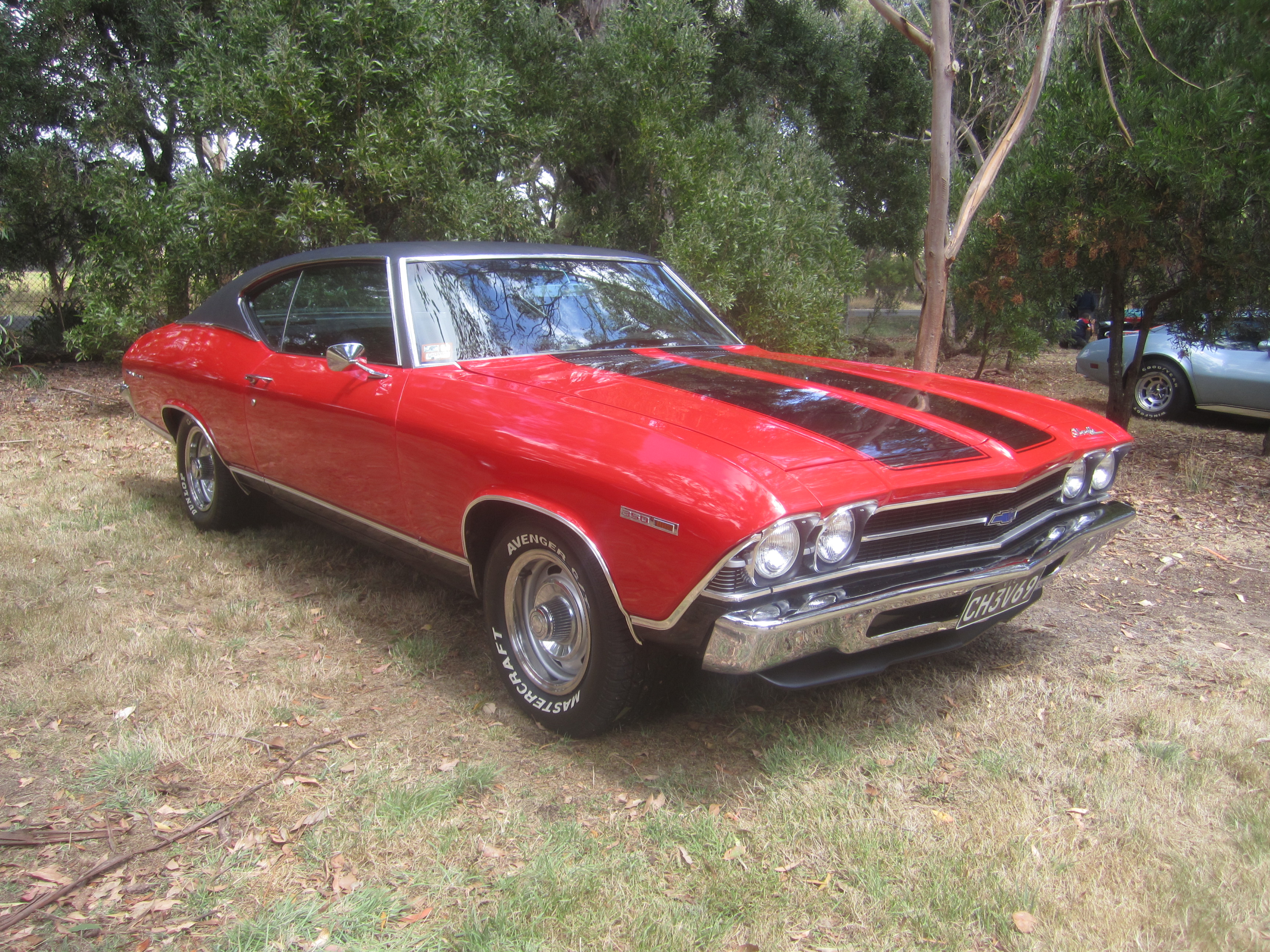
Chevrolet Chevelle 350 Sport Coupe 1969

1969 : Les Chevelle ont été présentées comme "voiture intermédiaire la plus populaire d'Amérique". Elles n'ont montré que des changements mineurs pour 1969, entraînés par un style frontal révisé. Une seule barre chromée connectait les phares quadruples (qui sont devenus une marque familière de Chevrolet) avec une calandre avant révisée, désormais en plastique ABS, et un pare-chocs à fentes retenait les feux de stationnement. Les lentilles des feux arrière étaient plus grandes et plus verticales, coulant dans les panneaux latéraux. De plus petits cadres de feux de position latéraux ont été introduits progressivement (partagés avec la Camaro et utilisant l'ensemble de lentilles comme l'année précédente). Les fenêtres de ventilation avant (toit rigide et cabriolets uniquement) ont commencé à s'estomper maintenant que l'Astro Ventilation (introduit pour la première fois sur la Buick Riviera de 1966 qui était utilisée un an plus tôt sur les Camaro et Caprice) envoyait de l'air extérieur dans plusieurs modèles de Chevelle.
La gamme Chevelle a été réduite aux séries Nomad, 300 Deluxe/Greenbrier, Malibu/Concours et Concours Estate, et la série de base 300 était de l'histoire ancienne. La SS 396 n'est plus une série à part, elle est devenue un ensemble de finitions à 347,60 $ pour tous les modèles à deux portes. Cela était disponible non seulement pour le cabriolet, le coupé sport ou le pick-up, mais même le coupé à colonnes et le coupé sport de la série 300 Deluxe à prix inférieur (à l'exception du pick-up de base 300 Deluxe El Camino). Moins de modèle 300 coupés Deluxe et de coupés sport avec l'option SS 396 ont été construits que leurs homologues Malibu et elles sont comme de l'or massif pour les collectionneurs. L'option Super Sport comprenait un V8 de 330 ch (242 kW) de 6 489 cm3 sous un capot à double dôme, ainsi qu'une calandre occultante affichant un emblème SS et un panneau arrière noir. Des éditions plus puissantes du moteur 396 sont également dans la liste des options, développant 355 ou 380 ch (261 ou 280 kW). Les SS 396 produites à partir de ce point partageaient le même préfixe du VIN avec le coupé sport Malibu (136), à l'exception des 300 Deluxe basés sur la SS 396, utilisant (134), où la feuille de calcul d'origine et/ou le Protect-O-Plate (qui est une étiquette en aluminium incluse avec la facture de vente d'origine des concessionnaires Chevrolet) peut identifier une SS authentique (en particulier pour un numéro correspondant à l'original qui n'est pas modifié); cependant, le numéro du VIN seul ne peut pas identifier une SS authentique comme les années précédentes.
Environ 323 Chevelle à toits durs 2 portes ont été équipés d'un L72 427 7,0 L évalué à 431 ch (317 kW) à 5 800 tr/min et 624 N m à 4 000 tr/min de couple par certains concessionnaires Chevrolet qui ont utilisé le Central Office Production Order (cela comprenait également des Camaro et des Nova de la même année modèle) - certaines COPO ont été vendues par le biais de concessionnaires Chevrolet sélectionnés et sur les 323 commandes de COPO, 99 sont confirmées avoir été vendues via le Concessionnaire Yenko Chevrolet à Canonsburg, PA. Au cours de l'année modèle 1969, un ensemble de police (RPO B07) était disponible sur la berline Chevelle 300 Deluxe 4 portes où certaines étaient en option avec le moteur RPO L35 (396) avec un cadre en boîte (également partagé avec les commandes de la flotte, par exemple les taxis et les voitures de location); au moment où l'option police a été réintroduite depuis les années modèle 1964/65 (à l'époque, les escadrons de taille moyenne étaient équipés d'un groupe motopropulseur économique, généralement dans le cas de la Chevelle, une troisième génération de six cylindres en ligne Chevrolet. L'escouades 300 Deluxe n'étaient un succès commercial, car le marché était dominé par le fabricant rival Chrysler Corporation, où sa plate-forme B (et ses berlines full-size) dépassait ses concurrents.
Les breaks Chevelle se déclinaient en trois niveaux: Concours, Nomad et Greenbrier, ce dernier insigne était anciennement utilisé sur la camionnette Corvair. Un nouveau hayon à double action fonctionnait de manière traditionnelle ou comme porte de type panneau. Les breaks s'étiraient sur 5 283 mm au total contre 5 004 mm pour les coupés. La finitions Concours (ZK5, ZK6 et ZK7) de l'année précédente a également été maintenu. De nouvelles nacelles d'instruments rondes ont remplacé l'ancienne disposition linéaire. Les options de la Chevelle comprenaient des lave-phares, des vitres et des serrures électriques et un dégivreur arrière. La production moyenne des Chevrolet a augmenté cette année. Environ sept pour cent de toutes les Malibu avaient un moteur à six cylindres, tandis qu'environ 86 000 étaient livrés avec l'option SS 396. Toutes les Chevelle de 1969 avaient une nouvelle colonne de direction verrouillable un an avant l'exigence fédérale, et des appuie-tête requis pour toutes les voitures vendues aux États-Unis après le 1er janvier 1969.
En 1969, Chevrolet a développé un concept car à vapeur, appelé SE 124 basé sur une Chevelle, équipé d'un moteur à vapeur Bresler de 50 ch à la place de son moteur à essence. Le Bresler était basé sur la machine à vapeur Doble.

### Chevrolet Chevelle de 1970

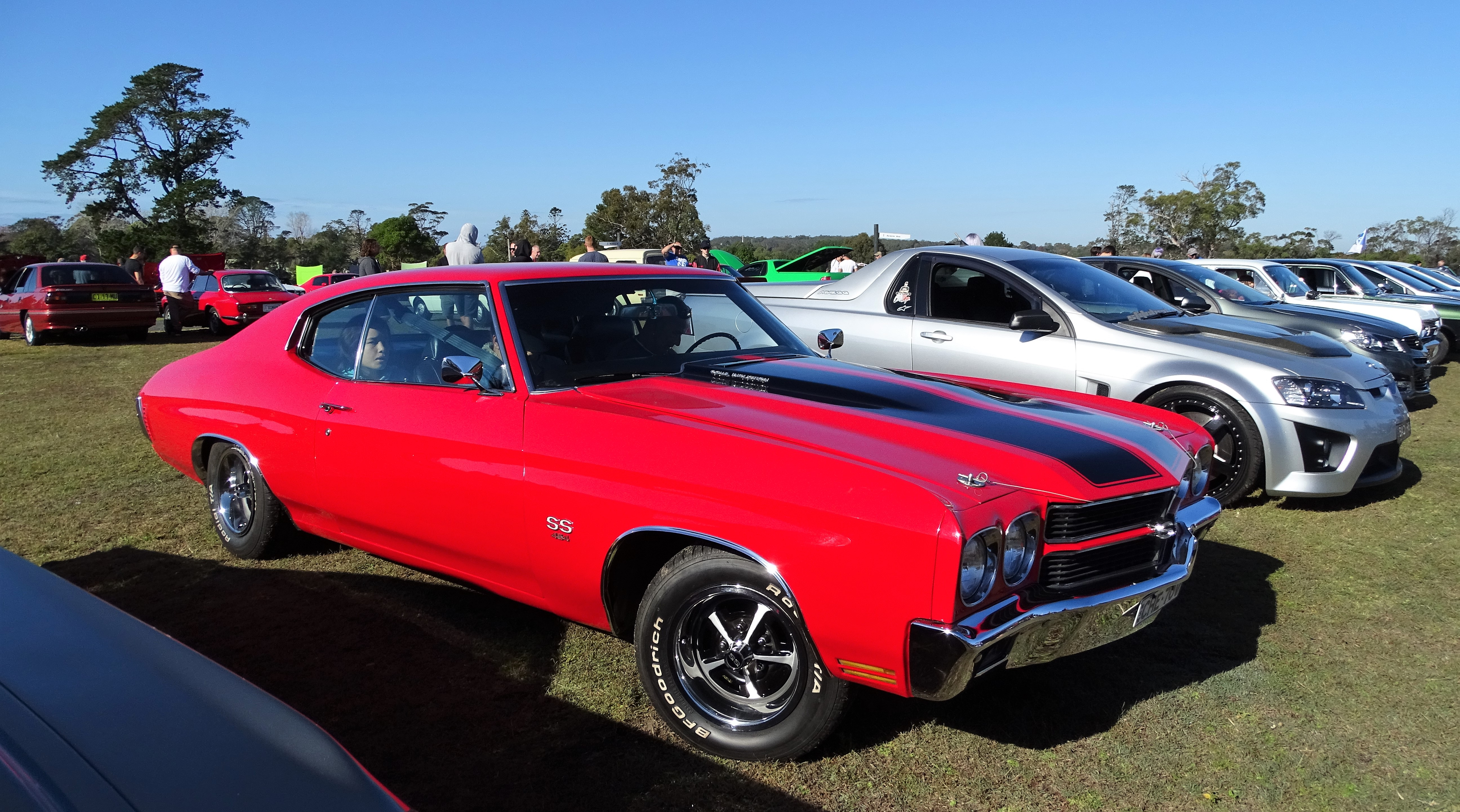
Chevrolet Chevelle SS 454 de 1970

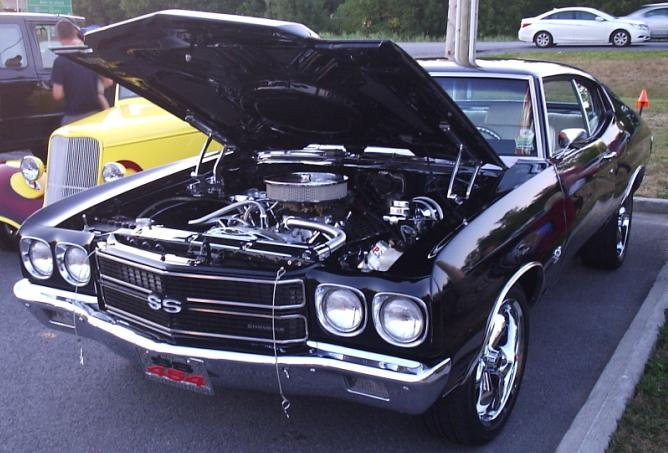
Chevrolet Chevelle SS Coupe 1970

1970: Les révisions de la tôlerie ont donné aux carrosseries un style plus bouteille de Coca-Cola, et les intérieurs ont également été repensés. La Chevelle de 1970 et la Buick Skylark de 1970 partagent la même ligne de toit. Ce sont également les deux seules muscle cars à partager la même ligne de toit. La Chevelle 1970 est disponible en Sport Coupe, Sport Sedan, cabriolet, berline à quatre portes, quelques breaks et un style de carrosserie utilitaire coupé (El Camino). Seuls trois d'entre eux (coupé sport Malibu, cabriolet Malibu et camionnette El Camino) étaient disponibles avec un choix de l'une des deux options SS; RPO Z25 avec le moteur SS 396 (402) et RPO Z15 avec le nouveau moteur 454. Le modèle de base s'appelait désormais simplement Chevelle au lieu de l'ancienne appellation de base, 300 Deluxe, et n'était disponible qu'en version Sport Coupe ou berline à quatre portes. Au Canada, la série de base a conservé son nom 300 Deluxe, avec des badges appropriés sur chaque garde-boue avant juste derrière le passage de roue avant. La berline 300 Deluxe 2 portes a été annulée et remplacée par la Chevelle Sport Coupe de base, un toit rigide sans pilier 2 portes. Le toit rigide, le cabriolet et la berline ont reçu la tôlerie améliorée, mais les break et El Camino ont conservé les panneaux de tôlerie de l'année précédente (qui se sont poursuivis pendant les 2 années modèle suivantes). Les breaks étaient les Nomad d'entrée de gamme, les Greenbrier de niveau Chevelle, les Concours de niveau Malibu et les Concours Estate haut de gamme. Les nouvelles options comprenaient des verrous de porte électriques et une commande d'essuie-glace montée sur la tige. La production a été étendue à l'usine d'assemblage GM Arlington à Arlington, au Texas (où la Chevelle a été assemblée avec ses sœurs d'entreprise, en l'occurrence l'Oldsmobile Cutlass).
Les choix de moteurs allaient du V8 standard de 157 ch (116 kW) et du V8 de 5 031 cm3 de 203 ch (149 kW) à une paire de V8 350 et une paire de moteurs 402. L'option d'équipement RPO Z25 SS incluait l'un de ces moteurs 402 mais était toujours commercialisée en tant que 396. Le deuxième moteur 402 était disponible sous RPO, évalué à 335 ch (246 kW) avec un seul échappement, et était disponible dans toutes les séries V8 à l'exception des Malibu ou El Camino en option SS. 1970 a également vu l'introduction du moteur 454 et n'était disponible qu'avec l'option d'équipement RPO Z15 SS. Le moteur de base de 7,4 L était évalué à 365 ch (268 kW), était également disponible avec une induction de capot; et la version LS6 en option équipée d'un seul carburateur Holley 800 CFM à 4 corps produisant 456 ch (336 kW) à 5 600 tr/min et 678 N m à 3 600 tr/min de couple,. 4 475 Chevelle LS6 ont été produites.
La Chevelle SS 396 comprenait un Turbo-Jet 396 V8 de 355 ch (260 kW), une suspension spéciale, un capot "power dome", une calandre accentuée de noir, un insert de pare-chocs arrière résistant et des pneus ovales larges sur des roues sport. Bien qu'une version à induction de capot de 380 ch (280 kW) soit disponible, peu ont été vendus en faveur du nouveau moteur 454 de la fin de 1969. Le V8 LS5 de 7 440 cm3 produisait 365 ch (268 kW) sous forme standard et une version à induction de capot était également disponible. La LS6 a produisait une puissance brute estimée à 456 ch (336 kW) sous forme de poussoir solide à haute compression.
"Vous pouvez rendre notre robustesse encore plus dur", expliqué la brochure, en ajoutant le Cowl Induction au SS 396 ou au SS 454. Appuyer sur le champignon, "pour projeter une bouffée d'air frais supplémentaire dans l'admission d'air du moteur ... comme un second souffle pour un coureur de fond." Ni les goupilles de verrouillage de capot fonctionnelles ni les bandes de capot et de coffre n'étaient standard avec les deux options SS, mais faisaient partie de l'option de capot d'induction ZL2. Le V8 LS5 de 7,4 L était évalué à 365 ch (268 kW).

### Nouveau design pour 1971

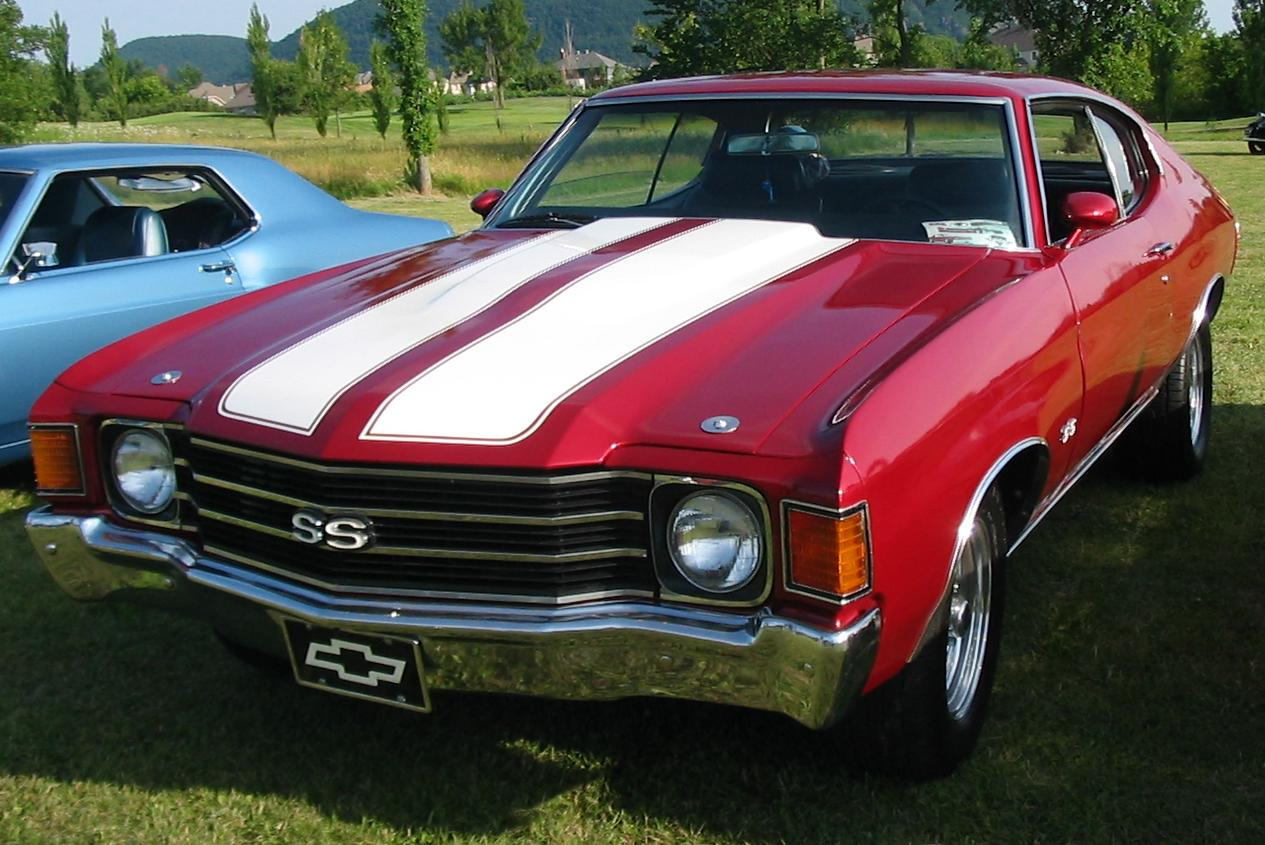
Chevelle Super Sport de 1972.

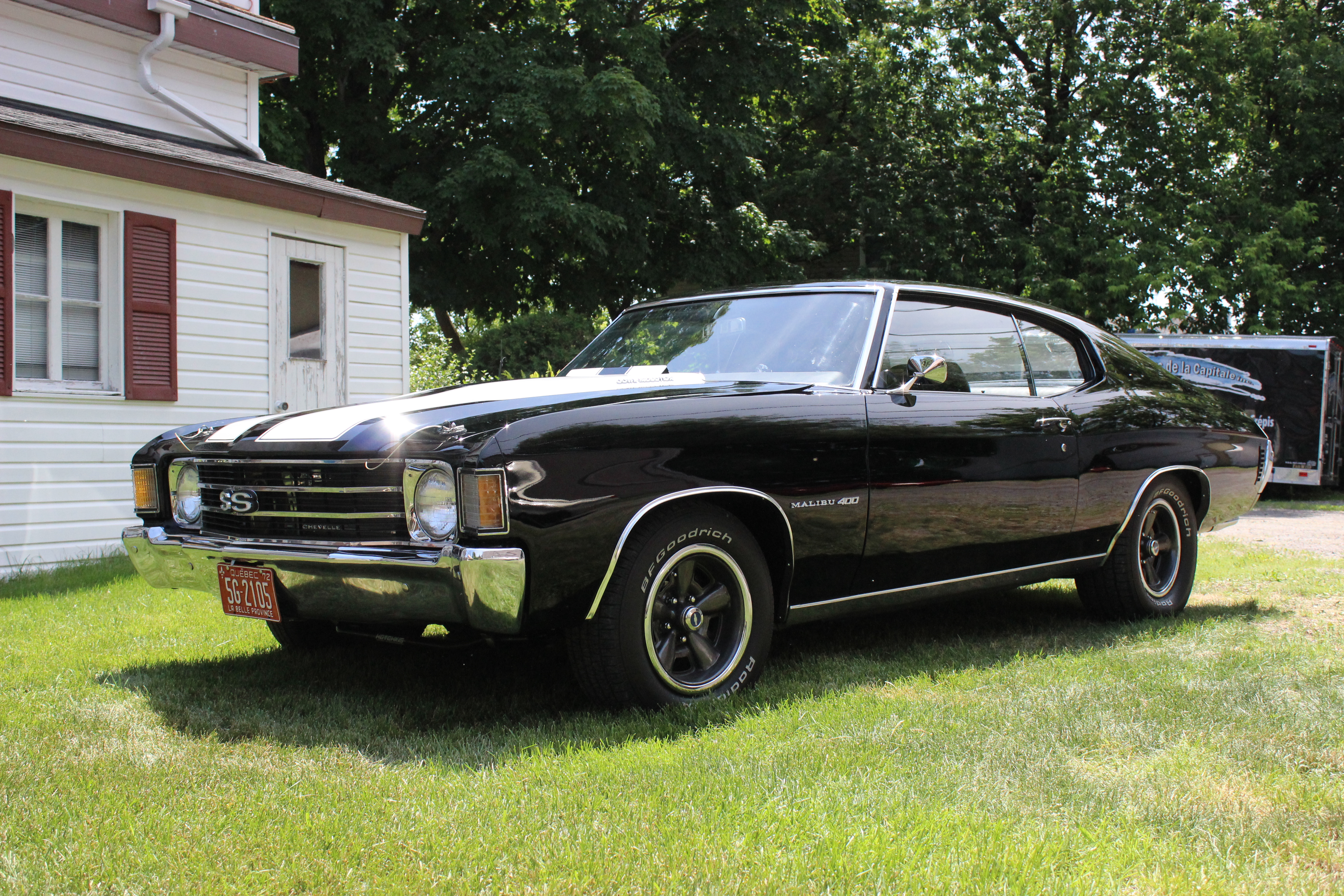
Chevelle 1972 Tuxedo black

Bien que la Chevelle de 1971 ait conservé la carrosserie de 1970, elle avait un nouveau style avant et arrière qui comprenait de grands phares monoblocs Power-Beam, une calandre et un pare-chocs retravaillés et des feux de position/de signalisation/de marquage intégrés. La calandre a été élargie et comportait une barre horizontale lumineuse qui la divisait en deux sections. Au centre de cette barre se trouvait un logo Chevrolet pour les Malibu, ou un grand emblème "SS" pour les modèles SS. La calandre de la Super Sport a été peinte en noir mat, les autres modèles ont une calandre au fini argent. Les Chevelle de base ont obtenu une barre plus mince et simple sans ornementation. Une petite plaque signalétique « Chevelle » était située dans le coin inférieur gauche de la calandre. Les nouveaux doubles feux arrière ronds faisaient partie intégrante du pare-chocs arrière. Parce que les modèles SS ont subi de lourdes surcharges d'assurance, Chevrolet a présenté la "Heavy Chevy" au milieu de l'année, qui était basée sur la Chevelle de base, et était disponible avec n'importe quel moteur V8 sauf le 454, qui était exclusif aux modèles SS. La Heavy Chevy (RPO YF3) n'était disponible qu'avec la Chevelle coupé sport de base (13437) et était principalement une option d'habillage et elle était même limitée aux options disponibles sur la Chevelle coupé sport standard; moquette en vinyle, banquette avant, pas de changement de console centrale, etc.
Les spécifications de Chevrolet pour 1971 incluaient à la fois des chiffres de puissance «brute» et «nette» pour tous les moteurs. Le moteur de la Chevelle SS standard était un V8 à deux corps de 5 735 cm3 d'une puissance brute de 248 ch (183 kW) (167 ch (123 kW) nette). En option était une version à quatre corps au carburateur du V8 350 évalué à 279 ch brute (205 kW) (203 ch (149 kW) nette) avec double échappement et 177 ch (130 kW) nettes avec simple échappement). Le moteur à gros bloc 402 restait facultatif sur la SS 396, mais n'était disponible qu'en une seule puissance, 304 ch (224 kW) brute (264 (194 kW) nette) et n'était pas disponible avec l'induction de capot. Le V8 LS5 454 de base produisait 370 ch (272 kW) brute et 289 ch (213 kW) nette, mais une induction de capot était disponible qui produisait plus de puissance en raison de l'induction d'air et du système d'échappement plus fort. L'option LS6 454, qui avait été initialement annoncée comme une option de production régulière sur la Chevelle SS pour 1971, a été abandonnée au début de l'année modèle et aucun document officiel n'indique qu'une Chevelle de 1971 a été assemblée avec le moteur LS6.
Pour 1971, l'option SS pouvait être commandée en option avec n'importe quel V8 et est devenue plus une option d'habillage qu'une option de performance. L'option SS a été réduite à un code RPO, RPO Z15, et n'était disponible que pour la Chevelle Malibu. Ce code RPO signifiait que tout moteur et transmission était en option disponibles dans la gamme Chevelle. Étant donné que le V8 307 était le V8 de base standard en 1971, il ne pouvait pas être commandé avec l'option SS; il fallait commander le LS3 402 ou le LS5 454, ou l'un des deux moteurs V8 350 (L65 ou L48 - qui a réintroduit le petit bloc dans l'option SS pour la première fois depuis l'année modèle 1965 pour le marché américain des Chevelle).
GM a demandé à toutes les divisions de concevoir leurs moteurs pour qu'ils fonctionnent à l'essence ordinaire à faible indice d'octane, à faible teneur en plomb ou sans plomb. Pour permettre l'utilisation des carburants à faible indice d'octane, tous les moteurs présentaient de faibles taux de compression (9:1 et moins; 10,25:1 bien en dessous de la portée et 11,25:1 sur les moteurs hautes performances de 1970 et antérieurs). Cette décision a réduit la puissance nominale des moteurs à gros blocs à 304 ch (224 kW) pour le V8 de 6 588, mais l'option LS5 454 a obtenu une augmentation de cinq chevaux (4 kW) "annoncée" à 370 ch (272 kW).
Les deux moteurs V8 350, ainsi que le moteur V8 à double échappement 402, étaient disponibles sans l'option SS; seul le V8 LS5 454 nécessitait l'option SS. Une version avec échappement simple du moteur 402 existait en 1970 avec 335 ch (246 kW) brute et en 1972 avec 213 ch (157 kW) nette. En 1971, la version à échappement simple du moteur 402 produisait 209 ch (154 kW) nette, mais n'apparaissait que dans la brochure complète de Chevrolet.
1972 : Les Chevelle étaient dotées de feux de position/de stationnement latéraux sur leurs ailes avant, à l'extérieur d'une calandre à double barre révisée. Toutes les Malibu avaient des essuie-glaces cachés. Les exigences pour l'option d'équipement SS sont restées les mêmes que celles de 1971, tous les V8 en option. La série Chevelle de 1972 avait un attrait suffisamment large pour être considérée comme la deuxième voiture la plus vendue aux États-Unis. Les versions de base comprenaient à nouveau une série de breaks à quatre modèles. Les versions haut de gamme étaient les Malibu, y compris les modèles convertibles. Plus de 24 000 Malibu Sport Sedan ont été construites, avec un V8 standard de 5 004 cm3 d'une puissance nette de 132 ch (97 kW). Le toit rigide à 4 portes utilisait la même carrosserie que les modèles de 1968-71, et bien qu'il soit attrayant, c'était le style de carrosserie le moins populaire de la gamme. Elle n'était pas disponible avec le moteur six cylindres à soupapes en tête "Turbo-Thrift". Avec ce V8, la Malibu Sport Coupe était de loin la plus vendu à partir de 2923 $. La version six cylindres coûté 90 $ de moins. Les options du groupe motopropulseur comprenaient le V8 de 177 ch (130 kw), 5 735 cm3 et 243 ch (179 kW), 6 588 cm3 (toujours connu sous le nom de 396), ainsi qu'un 454 produisant 274 ch (201 kW) dans le cadre du système de tarification nette. Les Chevelle vendues en Californie n'étaient pas disponibles avec le V8 307, mais avaient un moteur de 5 735 cm3. Au cours des années 1970, les voitures californiennes avaient souvent des groupes motopropulseurs différents de ceux commercialisés dans les États ayant des réglementations sur les émissions moins strictes.
La Chevelle SS de 1972 avait un moteur de pointe évalué à 274 ch nette (201 kW) conformément au décret de GM selon lequel tous les moteurs devaient être évalués à leur puissance nette. Tous les autres moteurs de la liste SS n'ont pas changé depuis 1971. 1972 a été la dernière année pour l'option d'induction de capot pour le moteur 454 et n'était même pas mentionnée dans la brochure de la Chevelle de 1972.
Les breaks Chevelle mesuraient 254 mm de moins que les breaks full-size et pesaient environ une demi-tonne de moins, mais se vendaient beaucoup plus lentement. La production de l'année modèle a totalisé 49 352 Chevelle et 290 008 Malibu, plus 54 335 familiales.

### Les Chevelle Yenko
Le pilote de course à la retraite sur les Corvair et les Corvette, Don Yenko (un concessionnaire Chevrolet de Pittsburgh), a développé sa propre gamme de Chevelle, Camaro et Nova, commercialisées sous le nom de Yenko Super Cars. À l'époque, le plus gros moteur installé dans les Chevelle SS était le V8 396. Yenko a utilisé le système d'ordonnance de production du bureau central, qui remplissait normalement les commandes de flotte pour les équipements spéciaux, pour créer une COPO 9562 spécial qui comprenait le L72 7,0 L avec un seul carburateur Holley à 4 corps de 800 CFM qui produisait 431 ch (317 kW) à 5 600 tr/min et 624 N m à 4 000 tr/min de couple et les améliorations nécessaires de la transmission. Quelques autres concessionnaires ont commandé le package créé par Yenko et les ont vendus comme leurs propres supercars. (Nickey, Berger, Scuncio, etc.)

## Troisième génération (1973–1977)

### Aperçu

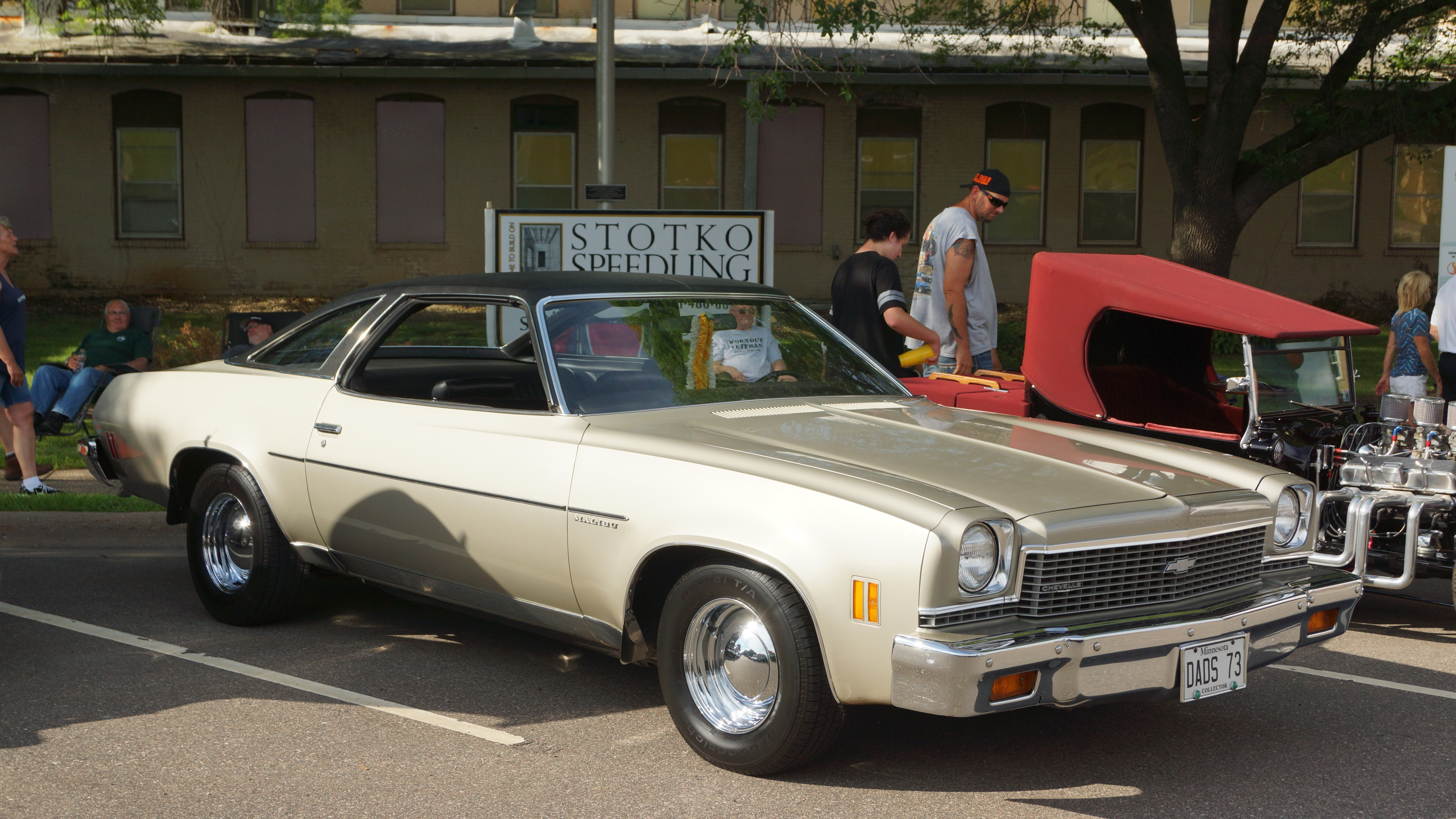
Chevrolet Chevelle Malibu Coupe de 1973

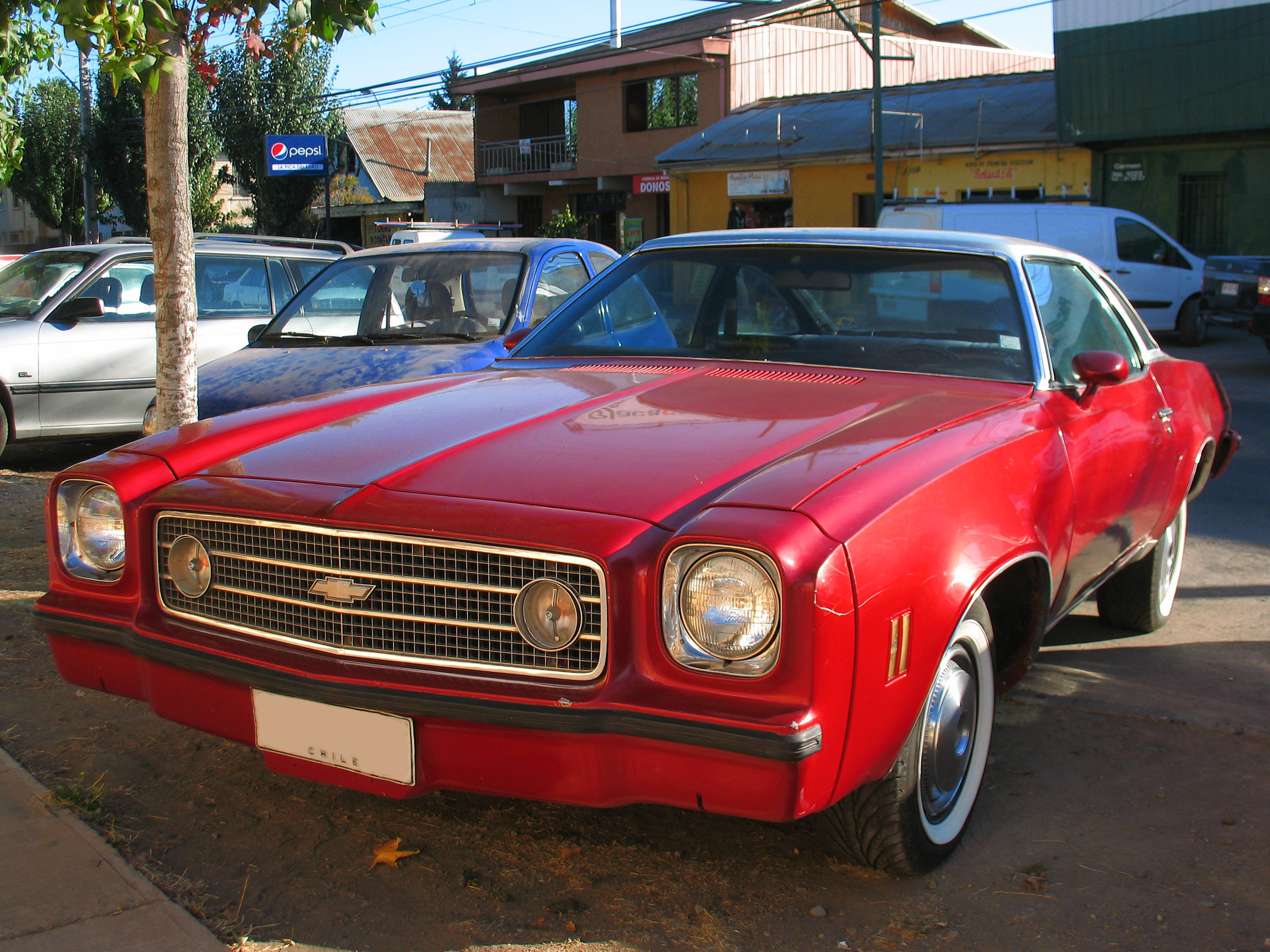
Chevrolet Malibu Laguna 1973

La refonte la plus complète de son histoire en 10 ans a marqué la Chevelle de 1973. En raison de l'inquiétude suscitée par les normes de renversement proposées par le gouvernement fédéral, les modèles de cabriolet et de toit rigide à 4 portes ont été abandonnés, tandis que le toit rigide à 2 portes a été remplacé par un coupé à colonnes, nommé «Colonnade Hardtop». Ce style de carrosserie comprenait une ligne de toit semi-fastback, une vitre de porte sans cadre et des piliers fixes de style «B», structurellement suffisamment solides pour contribuer à la sécurité des occupants d'un accident de type tonneau. Cette décision a été quelque peu controversée par le public acheteur, car les toits rigides étaient un aliment de base des voitures américaines depuis plus de 20 ans et leur présence était presque considérée comme acquise. Une fois la surprise initiale surmontée, les modèles Colonnade sont devenus un énorme succès commercial. Le coupé Monte Carlo était le plus gros vendeur de la gamme Chevrolet A-body, bien que les berlines et les break de type ordinaire se sont également bien vendues. Des vitres arrière distinctives sur les coupés 2 portes et de nouvelles vitres latérales avec des piliers centraux stylisés ont été présentées sur les modèles 4 portes. Les vitres arrière des coupés ne s'ouvrent plus. En plus de la nouvelle ligne de toit, les extrémités avant et arrière étaient nettement différentes cette année, car 1973 était l'année des pare-chocs avant exigé par le gouvernement fédéral pour résister aux chocs à 8 km/h, ce qui augmentait la longueur de la voiture. Les nouvelles caractéristiques de la carrosserie étaient un toit à double panneau acoustique, des vitres plus ajustées et des poignées de porte extérieures de style affleurant. Les dimensions d'empattement ont été conservées; une sportive de 2 845 mm pour les coupés et 2 946 mm pour les berlines et les break, mais les carrosseries étaient 127 mm plus longues et 25 mm plus large avec une piste de roue de 25 mm plus large. Le break, disponible en 6 ou 9 places assises, comportait un nouveau hayon à contrepoids qui permettait une entrée et un chargement plus faciles jusqu'à 2,4 m3.
Le projet de sortie de la gamme A-body mise à jour était prévu pour l'année modèle 1972, mais une grève survenue dans certaines usines d'assemblage GM a retardé la sortie d'une année modèle complète, prolongeant finalement le cycle de vie de la génération de l'ère 1968; les carrosseries A redessinés ont été conçus en studio où il y avait plus d'influence européenne - au moment du développement, John Z. DeLorean était le président de la division Chevrolet où il a retardé certaines sorties de produits et prolongé le cycle de vie de certains de ses produits; les carrosseries A redessinés avaient des indices de style relevés des carrosseries F de deuxième génération simultanés - la suspension avant a été intégrée dans la refonte de la carroserie A avec la sortie des divisions GM respectives (chaque division avait son propre design en tôle).
Les modèles de 1973 ont également introduit la construction moulée des sièges avant et arrière en mousse complète, un système de ventilation électrique, un déverrouillage du capot par l'intérieur, un plus grand réservoir de carburant de 22 gallons et un culbuteur "affleurant et sec" et des panneaux introduits en premier sur les Chevrolet full-size redessinés de 1971. Une autre amélioration structurelle a été les poutres de protection latérales dans les portes, comme l'exigent les nouvelles normes fédérales de sécurité des véhicules automobiles. Les nouvelles options comprenaient des sièges baquets pivotants avec la console pour les coupés et des roues en acier soutenue Turbine I. Un toit ouvrant électrique était une option en 1973-75. L'habitabilité intérieure de la Chevelle de 1973 a été améliorée, en particulier à l'arrière. Le dégagement pour la tête était légèrement en hausse et les gains d'espace pour les épaules étaient de 41 mm. Le dégagement pour les jambes aux sièges arrière a augmenté de 89 mm dans les berlines. Il y avait aussi une capacité de bagages de 433 L, soit une augmentation de 71 L par rapport aux modèles de 1972. Un autre avantage des nouvelles conceptions de carrosserie a été une visibilité considérablement améliorée, en hausse de 25% dans les coupés et les breaks, et de 35% dans les berlines. Les piliers de pare-brise inhabituellement minces ont également contribué à une bien meilleure visibilité.

### Nouveau châssis
La conception du châssis était nouvelle, avec un cadre de périmétrique plus robuste, des supports de châssis/carrosserie révisés, un essieu arrière plus grand de 216 mm, une plus grande largeur de jante de 152 mm, des bagues de bras de commande arrière révisées, un débattement de suspension avant et arrière accru, un amortisseur avec emplacement ajusté et géométrie de la suspension avant révisée - La roue gauche a été ajustée pour avoir une cambrure légèrement plus positive que la droite, ce qui a donné une sensation de direction plus uniforme et stable sur les routes à milieu surélevé tout en maintenant une stabilité sur l'autoroute. Les dégagements pour les déplacements de ressort ont également été révisés; les ressorts hélicoïdaux de chaque roue ont été sélectionnés par ordinateur pour correspondre au poids de la voiture individuelle. Les freins à disque avant étaient désormais de série sur toutes les Chevelle de 1973. John Z. DeLorean, le directeur général dynamique de Chevrolet pendant la phase de conception des nouvelles Chevelle, est parti juste au moment où elles ont été annoncées. Il est parti à la fin de septembre 1972 pendant une brève période en tant que vice-président du groupe des voitures et pick-ups de General Motors. Les critiques ont comparé favorablement la gamme GM Colonnade aux intermédiaires Ford et Chrysler.
Cinq équipes motrices étaient disponibles pour les modèles Chevelle de 1973; les six cylindres en ligne 250 et les V8 307 à 2 corps de 110 ch (82 kW) étaient des moteurs de série sur les Deluxe et Malibu. Le V8 350 à 2 corps de 145 ch (108 kW) était le moteur de base de la Laguna. Les options pour n'importe quelle Chevelle comprenaient un V8 350, 4 corps, de 175 ch (130 kW) et un V8 454, 4 corps, évalué à 245 ch (183 kW). Les sièges de soupape de moteur durcis et les arbres à cames hydrauliques ont rendu ces moteurs fiables sur plusieurs kilomètres et leur ont permis d'accepter l'essence ordinaire sans plomb de plus en plus populaire. La transmission manuelle à 3 vitesses était standard; La transmission 4 vitesses manuelle et le Turbo Hydra-Matic 3 vitesses automatique étaient en option. Les radiateurs à flux croisés et les réservoirs de liquide de refroidissement qui empêchaient l'air de pénétrer dans le système empêchaient la surchauffe.

### Gamme de modèles révisée
La Malibu et le nouveau modèle de base nommée Deluxe ont présenté le nouveau système de pare-chocs de 8 km/h avec un grand pare-chocs avant chromé et un pare-chocs arrière chromé. L'intérieur de la série Malibu comprenait des garnitures de siège en tissu et vinyle ou tout en vinyle et une moquette à torsion profonde. Les intérieurs de la série Deluxe comportaient des garnitures de siège en tissu et vinyle ou en vinyle tricoté. Les revêtements de sol étaient de couleur assortie en caoutchouc recouvert de vinyle. La SS était désormais une option de finition limitée à la série Malibu de niveau intermédiaire. Les acheteurs pouvaient même obtenir un break SS cette année - avec l'option d'un moteur V8 de 7 440 cm3, rien de moins - mais le mélange des vertus de sportive et d'utilitaire ne durerait qu'une seule saison. Inclus était une calandre noire avec emblème SS, bas de caisse et bande d'ouverture des roues, moulures d'égouttement de toit brillantes, rétroviseurs sport doubles de couleur assortie, lunettes de feux arrière noire, emblèmes de garde-boue et de panneau arrière SS, barres de stabilisation spéciales avant et arrière, roues rallye de 14 x 7 pouces , pneus à lettrage blanc surélevé série 70, instrumentation spéciale et emblèmes intérieurs SS. L'option SS nécessitait un V8 350 ou 454 livrable avec une transmission à 4 vitesses ou Turbo Hydra-Matic.
Chevrolet a honoré les stations balnéaires de Californie une fois de plus en nommant la Laguna de la série Chevelle avec la Malibu au milieu tandis que la série de base s'appelait simplement Deluxe. En plus du V8 350 standard de 2 corps, les modèles Laguna présentaient un style avant et arrière spécifique, y compris une extrémité avant en uréthane de couleur carrosserie dissimulant le nouveau système de pare-chocs résistant à 8 km/h. Lors d'un impact mineur, le nez en uréthane, soutenu par des cylindres amortisseurs, dévie et rebondit; Les modèles Laguna comprenaient également une calandre chromée moulée sous pression spécifique avec l'emblème de Chevrolet, un pare-chocs arrière de couleur carrosserie (en acier), des bandes de frottement pour pare-chocs avant et arrière, des moulures d'égouttement de toit brillantes, des moulures d'ouverture de roue brillantes, des enjoliveurs de feux arrière chromé, des enjoliveurs pleins et une plaques signalétiques Laguna sur les ailes. Deux break Laguna ont été introduits, dont un Laguna Estate. Les intérieurs de la Laguna étaient en tissu et vinyle à motifs ou rembourrage tout en vinyle respirant en option, garnitures de porte distinctives avec poches pour cartes, moquette profonde, accents de vinyle en similibois et plaques signalétiques Laguna.
Les ventes de Chevelle sont restées solides: 327 631 d'entre elles au cours de l'année modèle 1973, plus 59 108 voitures familiales. La Malibu plus haut de gamme a continué à se vendre le mieux par une large marge et de nombreuses Chevelle sont allées sur le marché de la flotte, mais les coupés et berlines Laguna plus chers ont fait une performance respectable, avec 56 036 allant aux clients. Les options Super Sport se sont poursuivies sur 28 647 Chevelle, dont 2 500 détenaient le gros moteur de 7 440 cm3. L'option SS a été abandonnée à la fin de l'année modèle.

### Changements 1974-1977

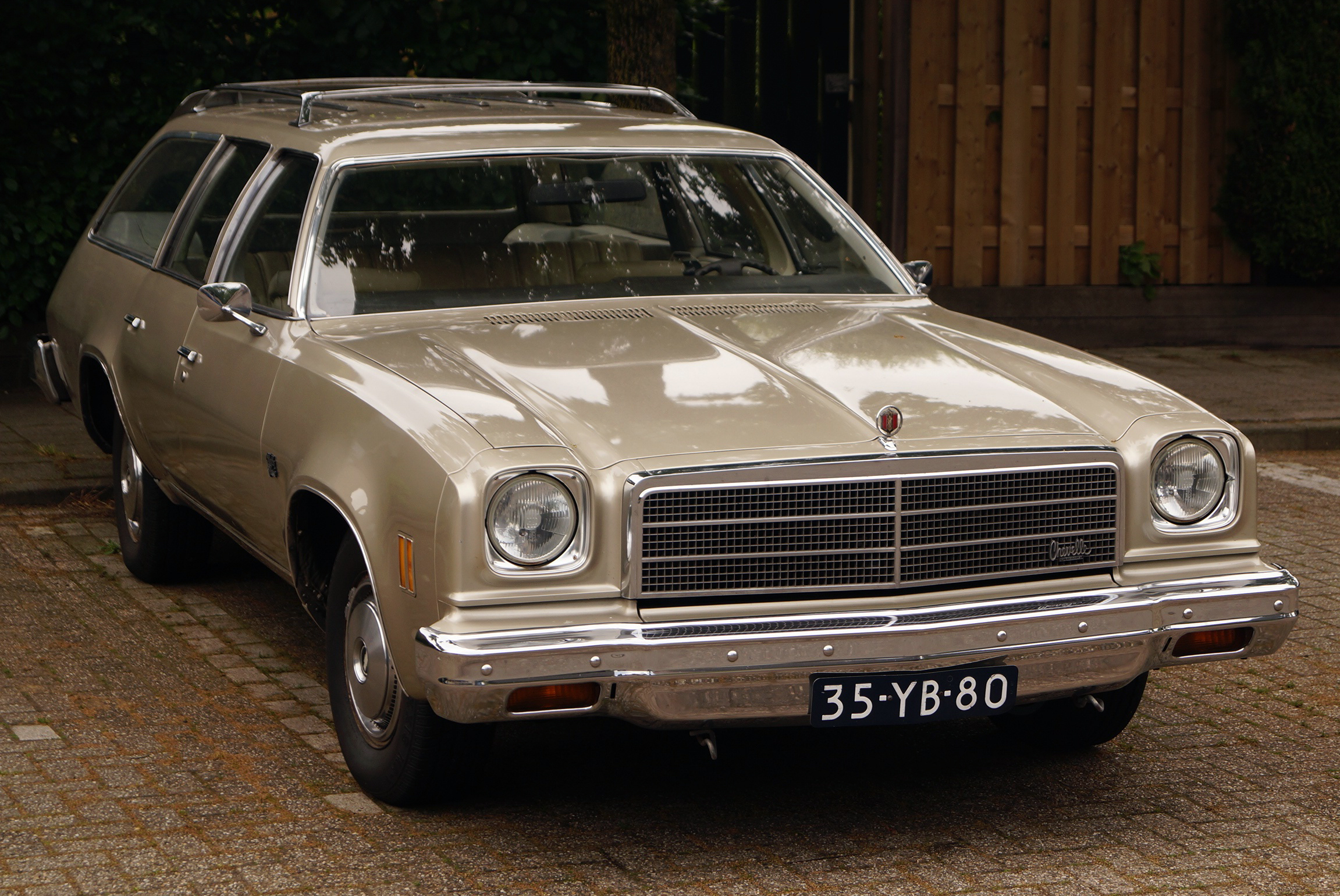
Chevrolet Chevelle Malibu Estate 1974

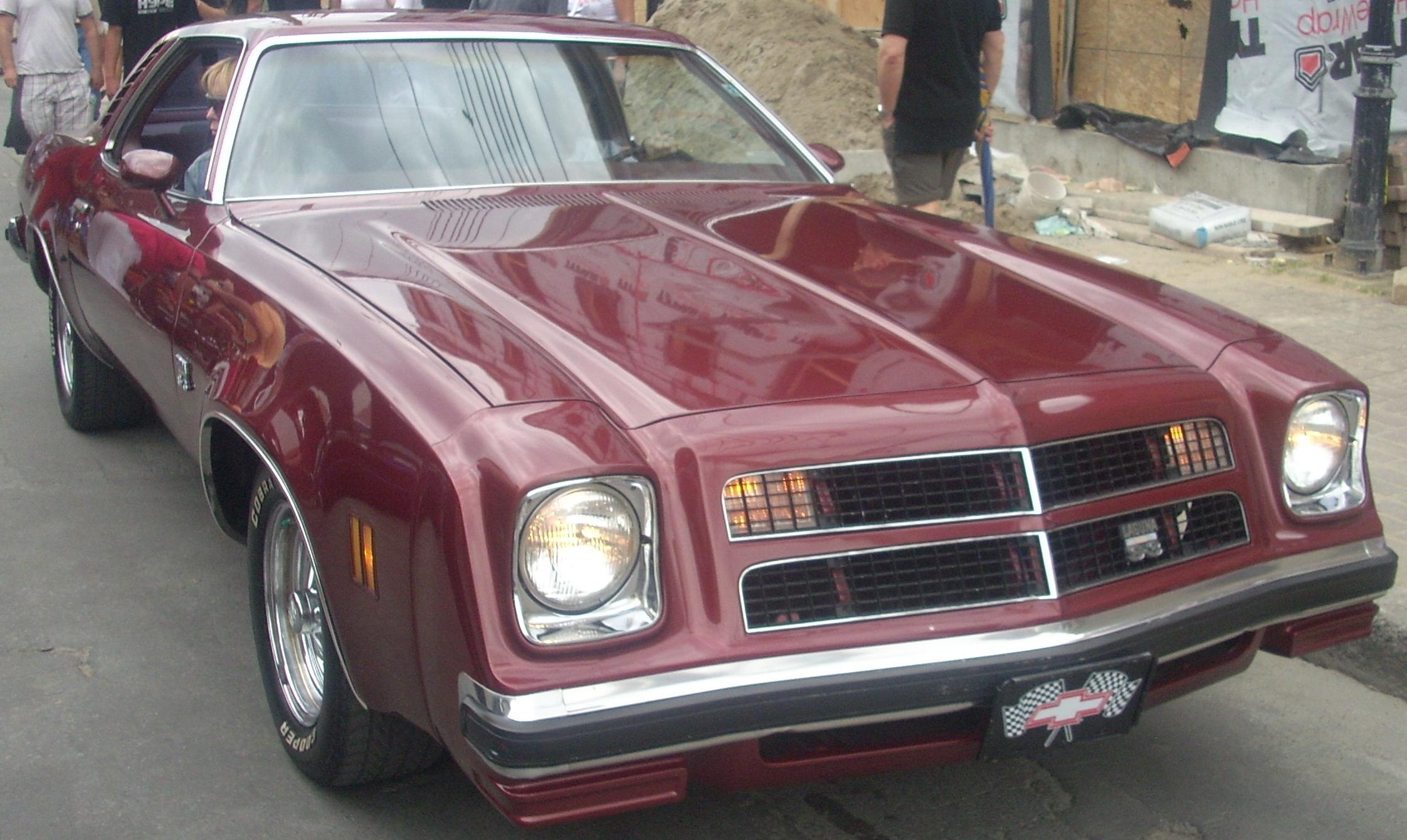
Chevrolet Chevelle Laguna Type S-3 Coupe 1976

Les changements de conception annuels à l'avant et à l'arrière marquent les différences esthétiques comme les années précédentes. Les Chevelle étaient les meilleures ventes de GM, tout comme les Oldsmobile Cutlass, Buick Regal et Pontiac Grand Am, qui utilisaient la même plate-forme de carrosserie A.
Les Chevelle de 1974 présentait de nouvelles calandres moulé sous pression en acier chromées inspirées de Mercedes, et de simples feux rectangulaires ont remplacé les doubles éléments ronds sur tous les coupés et berlines. Des pare-chocs arrière plus massifs ont également été ajoutés, conformément aux normes fédérales américaines plus strictes.
La Laguna, qui était le modèle haut de gamme de la Chevelle en 1973, est devenue la Laguna Type S-3 sportive et n'était disponible qu'en version coupée. Elle combinait le luxe de la Laguna avec la maniabilité améliorée de la SS, qu'elle a remplacée. La maniabilité a été encore améliorée avec l'ajout de nouveaux pneus radiaux GR70-15. La nouvelle Laguna S-3 arborait l'avant en uréthane avec une calandre révisée et de nouveaux feux de stationnement, et de nouveaux feux arrière. Comme sur tous les modèles de 1974, un pare-chocs arrière plus massif a été installé pour se conformer aux nouvelles normes fédérales américaines plus strictes; ceux de la Laguna S-3 étaient chromés plutôt que peints de couleur carrosserie comme la voiture de 1973. L'équipement standard comprenait une console, un toit en vinyle, des fenêtres arrière verticales de type opéra qui pouvaient être recouvertes de nervures horizontales pour quelques dollars supplémentaires; des rayures latérales pour la carrosserie, un emblème Laguna S-3, des roues rallye, un volant à 4 branches, des ressorts d'amortisseurs plus fermes, une barre anti-roulis avant et des pneus radiaux HR70x15 sur roues de rallye. Les caractéristiques intérieures comprenaient des sièges baquets avant pivotants et un tableau de bord à six cadrans. La production a totalisé 15 792 voitures, avec des prix à partir de 3 723 $ - mais avec de nombreuses options pour augmenter le prix au-delà de 5 000 $. Les offres de moteurs comprenaient un moteur 350 standard développant 145 ch avec un carburateur à 2 barrils, avec des options pour un V8 à 2 barrils de 150 ch ou un V8 400 à quatre barrils de 180 ch et un V8 454 de 230 ch, sauf en Californie où un V8 350 à quatre barrils de 155 ch était de série et les moteurs 400 et 454 étaient en option. Le moteur 454 était disponible avec la transmission automatique THM-400 de GM ou la transmission manuelle à 4 vitesses Muncie. Les ceintures de sécurité unitisées à 3 points ont été introduites comme sur tous les modèles Chevrolet.
Le niveau de finition de luxe haut de gamme pour 1974 était la nouvelle Malibu Classic, offerte en berline, coupé et modèles break. Contrairement à la Laguna de 1973, la Malibu Classic a utilisé la même partie avant et le même pare-chocs chromé que les modèles inférieurs et les plus petites fenêtres verticales "opéra" et un ornement de capot à ressort. Les premiers coupés Classic de 1974 nécessitaient l'option de toit en vinyle; apparemment, des inserts ont été utilisés pour couvrir une partie de la grande lunette arrière. Les dernières voitures de 1974 étaient disponibles avec un toit peint standard qui comprenait la plus petite fenêtre "opéra". Cette configuration s'est poursuivi jusqu'à la fin de la production de la Chevelle en 1977. À l'intérieur, la Malibu Classic avait des banquettes à hayon rembourrées en tissu ou en vinyle, des panneaux de porte recouverts de moquette et des garnitures de tableau de bord en similibois. En option sur les coupés Malibu Classic étaient des sièges baquets pivotants en tissu ou en vinyle. La série Deluxe de base a été abandonnée pour 1974, faisant de la Malibu le modèle de base. Les moteurs de base étaient le six cylindres en ligne 4 097 cm3 et le V8 5 735 cm3.
Pour 1975, les changements avant et arrière comprenaient une calandre à grille verticale et une nouvelle garniture brillante autour des phares. Les feux arrière rectangulaires affleuraient à la surface de la carrosserie, reliés par un panneau en chrome brossé. Les coupés Malibu Classic avaient des fenêtres d'opéra distinctives. Les coupés Landau étaient livrés avec un toit en vinyle, des enjoliveurs complets, des pneus à flancs blancs, des bandes de carrosserie de couleur assortie et des rétroviseurs sport. Les moteurs allaient du six cylindres en ligne standard 4 097 cm3 et V8 5 735 cm3 à double corps aux options V8 de 6 555 et 7 440 cm3, le dernier avec une puissance de 238 ch (175 kW). La direction assistée à rapport variable était désormais de série avec les modèles V8, et tous les modèles de 1975 avaient des pneus radiaux et un convertisseur catalytique. Un nouveau «Chevrolet Efficiency System» comprenait le nouvel allumage haute énergie (AHE) de GM pour des intervalles de mise au point plus longs et une combustion plus complète. Les compteurs de vitesse étaient nouvellement étalonnés en miles par heure et en kilomètres par heure. La Laguna Type S-3 a été retardé jusqu'en janvier 1975. Elle avait un nez de style aérodynamique incliné et recouvert d'uréthane conçu pour la NASCAR (première utilisation sur un véhicule Chevrolet - pour apparaître plus tard sur la Monte Carlo SS de 1983-88), des fenêtres d'opéra à persiennes et pouvait être commandé avec un demi-toit en vinyle. L'option de moteur 454 était disponible pour la première moitié de l'année modèle, après quoi le moteur 400 est devenu le moteur le plus performant. Les options comprenaient un ensemble de jauges Econominder.
La Malibu Classic de 1976 a reçu une calandre hachurée flanquée de deux phares rectangulaires à faisceau scellé empilés tandis que les modèles inférieurs avaient une calandre en cascade et des phares simples. Trois V8 étaient disponibles: une nouvelle version de 4 998 cm3 de 142 ch (104 kW), un moteur de 167 ch (123 kW) de 5 735 cm3 et un moteur de 6 555 cm3 développant 177 ch (130 kW). Un ensemble de jauges "Econominder" était facultatif. Dans sa troisième et dernière saison, la Laguna Type S-3 de 1976 a peu changé. Elle comportait à nouveau des persiennes pour les quarts de fenêtres et une extrémité avant en uréthane de couleur assortie. Les Laguna ont partagé leurs tableaux de bord de calibre rond avec la Chevrolet Monte Carlo et pouvait être commandé avec un volant sport à quatre branches ainsi que des sièges baquets avant pivotants et une console centrale. Les modèles inférieurs avaient un tableau de bord et un compteur de vitesse à lecture linéaire. La production de la Laguna a légèrement augmenté pour atteindre 9 100 voitures, le prix de base étant passé à 4 621 $.
Les Chevelle de 1977 ont présenté de nouvelles calandres. La gamme se composait des modèles Malibu et Malibu Classic dans les styles de carrosserie coupé, berline et break. Les break Estate et la Laguna Type S-3 avaient disparu. Les Malibu Classic, encore une fois modèle haut de gamme, est passé à un modèle de calandre verticale et à des feux arrière à six sections, mais a conservé ses phares jumelés et son ornement de capot vertical. Les calandres des Malibu ont peu changé. Moins de sélections de moteurs étaient disponibles, bien que les moteurs restants aient gagné quelques chevaux. En version standard, les Chevelle avait un moteur six cylindres de 4 097 cm3 ou un V8 de 147 ch (108 kW) et 4 998 cm3. La seule option au-delà de cela était un V8 de 172 ch (127 kW) à quatre corps de 5 735 cm3 (ce moteur était de série dans le break Malibu Classic) les Malibu Classic avait un luxueux siège avant à banquette divisée en tissu/vinyle, volant, touches et tableau de bord accentué de couleurs similibois. Les options de la Malibu comprenaient un groupe de décoration extérieure, du verre teinté et des enjoliveurs complets. Au total, 37 215 coupés Malibu Classic Landau ont été produits, contre 73 739 coupés Malibu Classic et 28 793 coupés Malibu. Sous forme de berline à quatre portes également, les Malibu Classic surpassent les modèles de base par une marge substantielle. Le V8 350 était le meilleur moteur.
Une Chevelle SE (Special Edition) était disponible et fournissait des spoilers avant et arrière, des roues Turbine II, des pneus F60-15, des graphiques et des décalcomanies spéciaux, une garniture de fenêtre de quart arrière, des barres stabilisatrices avant et arrière, une suspension sport et un intérieur de luxe. Trois couleurs étaient disponibles. 50 de ces voitures ont été construites.
Les modèles de 1977 ont été les derniers à porter le nom Chevelle; avec les tout nouveaux modèles de 1978, Malibu est devenu le nom des voitures de taille moyenne de base de Chevrolet.

### Critiques
Le magazine Speed and Supercar a déclaré dans un "Street Test" de juin 1974: "Chevrolet va droit au but.""Assez, c'est trop, c'est ce que nous ressentons pour la Laguna 350." ... Nous ne pouvions pas laisser passer l'occasion de vous dire ce qu'est une voiture sensationnelle de tous côtés même si elle ne peut pas fumer le quart de mile en 13 secondes. Et quelle voiture en 1973 le peut "."Ce n'est pas accablant mais c'est suffisant - et si confortable que l'éditeur a acheté la voiture.""La Laguna est le type de voiture que vous souhaitez posséder pour un transport rapide et confortable dans un luxe calme".
Motor Trend - 1973 Buyers Guide a déclaré: "Chevrolet lance une toute nouvelle série intermédiaire de la Chevelle à un moment où les lignes concurrentes de Ford et Chrysler ont un an ou plus ... quand vous regardez ce que les stylistes ont fait avec ce que nous appelions le coupé à colonnes, vous pourrait vouloir vous précipiter et acheter des actions dans General Motors."
Motor Trend a déclaré: "La Grand Am et la Laguna sont de grandes "petites" voitures. Agile, rapide et réactif.""La Laguna au style épuré a beaucoup à recommander. La voiture a une sensation très serrée, un sous-produit du dessous de caisse fortement nervuré et un toit à double panneau. Le pare-chocs avant en uréthane couleur carrosserie est fortement en faveur de la Laguna. C'est beaucoup plus beau à regarder que l'approche du gros pare-chocs."
Car and Driver ont déclaré: "La stabilité directionnelle est si forte sur l'autoroute que la Laguna semble bloquée sur un faisceau de guidage répandue depuis votre destination.""Le nez en uréthane de la Laguna permet à l'avant d'être plat et exempt de lacunes en ce jour de pare-chocs saillants; ses ailes coupées en bloc sont chauvinement masculines, et aucune tôle n'est gaspillée en masquant ses pneus de la vue ... donc la Laguna, on dirait qu'elle pourrait faire tomber la plupart des voitures sur la route."

## NASCAR
La Chevelle de troisième génération était un style de carrosserie largement utilisé dans la compétition NASCAR de 1973 à 1977. La Chevelle Laguna en particulier a connu un succès retentissant, permettant à Cale Yarborough de remporter 34 courses et de remporter les deux premiers des trois championnats nationaux consécutifs. Considéré comme un modèle en édition limitée par la NASCAR, la Laguna S-3 n'était pas éligible à la compétition après la saison 1977.
Motor Trend a déclaré en 1973: "Alors que ni Chevrolet ni Pontiac ne sont de retour en course, les nouveaux intermédiaires de récolte des studios de style de GM sont curieusement aérodynamiques. Elles sont également curieusement en concurrence sur les pistes de circuit de la NASCAR et se vendent aussi vite qu'ils peuvent être transportés chez les concessionnaires."
21 octobre 1973: American 500-Benny Parsons est à réparer après un crash précoce. L'aide de plusieurs équipes lui permet de reprendre la course et de terminer 28ème. Parsons et sa Chevelle tiennent bon pour remporter le championnat NASCAR Winston Cup Grand National. Parsons a pris la tête des points avec une troisième place au Talladega Speedway début mai et n'a jamais abandonné la tête. Il a retardé latéralement Cale Yarborough pour gagner de seulement 67,15 points.
Août 1976: Cale Yarborough conduit sa Chevelle Junior # 11 Johnson/Holly Farms au championnat national NASCAR Winston Cup 1976. Yarborough a remporté neuf courses en chemin vers le premier de trois titres consécutifs. Il a terminé dernier du Daytona 500, mais a pris le commandement de la poursuite des points en août. Yarborough a battu Richard Petty de 195 points.
20 février 1977: Daytona 500-La Chevelle de Cale Yarborough s'éloigne de la Chevelle de Benny Parsons dans les derniers tours pour s'imposer dans son deuxième Daytona 500. Cale Yarborough finissait à l'arrivée dans les 30 courses de la NASCAR Winston Cup alors qu'il dominait la saison 1977 pour conclure son deuxième titre consécutif. Yarborough a remporté neuf courses en 30 départs dans sa Chevelle n ° 11 et terminé 386 points devant le vice-champion Richard Petty.

## Galerie
|                                    |
| Chevrolet Chevelle Hardtop de 1964 |

|                                                  |
| Chevrolet Chevelle Malibu SS Convertible de 1965 |

|                               |
| Chevrolet Chevelle SS de 1966 |

|                                   |
| Chevelle 300 Deluxe Sedan de 1967 |

|                               |
| Chevrolet Chevelle SS de 1968 |

|                                       |
| Chevrolet Chevelle SS Hardtop de 1969 |

|                                   |
| Chevelle SS Hardtop Coupe de 1970 |

|                                               |
| Chevrolet Chevelle Malibu Sport Sedan de 1971 |

|                                     |
| Chevrolet Chevelle SS break de 1972 |

|                                                                                        |
| Chevrolet Chevelle "Malibu" Convertible de 1972 (Montré en peinture Spring Green Poly) |

|                                                              |
| Chevrolet Chevelle Malibu SS Colonnade Hardtop Coupe de 1973 |

|                               |
| Chevelle Malibu Coupe de 1974 |

|                                         |
| Chevrolet Chevelle Malibu Coupe de 1975 |

|                                                  |
| Chevrolet Chevelle Laguna Type S-3 Coupe de 1976 |

|                                                        |
| Chevrolet Chevelle Malibu Classic Landau Coupe de 1977 |